# Walki o Wyspy Marshalla
Walki o Wyspy Marshalla – szereg kombinowanych operacji desantowych pod ogólnym kryptonimem Operacja Flintlock, przeprowadzonych w styczniu i lutym 1944 roku przez wojska amerykańskie w czasie wojny na Pacyfiku, a mających na celu odebranie z rąk sił japońskich atoli Kwajalein, Majuro i Eniwetok w archipelagu Wysp Marshalla. Siły amerykańskie, podzielone na cztery zespoły uderzeniowe, łatwo pokonały słabo przygotowane i źle dowodzone oddziały japońskie.
Zajęcie kluczowych wysp w archipelagu Wysp Marshalla otwierało Amerykanom drogę do kolejnych celów w archipelagach Marianów, Palau, Filipin i w końcu wysp Iwo Jima i Okinawa. W tym sensie atak na Wyspy Marshalla stanowił ogromny krok naprzód w skokowej taktyce, stosowanej przez Amerykanów w walkach na Pacyfiku.

## Tło wydarzeń
Wyspy Marshalla od I wojny światowej znajdowały się w rękach Japonii z mandatu Ligi Narodów. Od wiosny 1941 roku zaczęto przerzucać w ten rejon coraz większe siły, tak że w styczniu 1944 roku wynosiły one 13 700 ludzi. Osłonę lotniczą zapewniać im miały 32 samoloty z Truk, 45 z Kwajalein, 50 z Maloelap, 9 z Wotje i 15 z Eniwetok. Jednakże naloty, dokonywane z rosnącej liczby amerykańskich lotniskowców oraz lotnisk na opanowanych przez Amerykanów wyspach, w końcu stycznia 1944 sprowadziły tę liczbę do 15 sztuk, a wkrótce do zera.
Zaplecze operacji stanowiły lotnictwo lądowe z niedawno opanowanych Wysp Gilberta oraz trzy zespoły uderzeniowe okrętów US Navy: północny (Eniwetok), południowy (Majuro) i zachodni (Kwajalein): pierwszy, w składzie 4 pancerników, 8 lotniskowców 10 krążowników, 27 niszczycieli, 15 transportowców i licznych mniejszych jednostek; drugi posiadał – 1 krążownik, 2 lotniskowce, 4 niszczyciele i 2 transportowce; trzeci – 3 pancerniki, 8 lotniskowców, 8 krążowników, 26 niszczycieli i 15 transportowców. Na pokładach lotniskowców było około 650 samolotów.
Mający swą kwaterę na ufortyfikowanej wyspie Truk, odległej o 980 mil morskich na południe od Kwajalein wyspie archipelagu Karoliny, admirał Mineichi Koga nie przewidywał użycia sił morskich dla osłony atoli. Dowodzona przez niego Połączona Flota Japońskiej Cesarskiej Marynarki Wojennej składała się wprawdzie z dwóch superpancerników „Yamato” i „Musashi”, dwóch innych pancerników i dywizjonu niszczycieli ze składu 1 Floty oraz trzech lotniskowców, dwóch pancerników, jedenastu ciężkich i trzech lekkich krążowników oraz znacznej liczby niszczycieli z 2 i 3 Floty, ale były to siły przeznaczone do użycia w decydującej dla obrony macierzystych wysp japońskich chwili, nie do likwidowania relatywnie niewielkich w danym momencie desantowych grup uderzeniowych przeciwnika. Stacjonująca na atolu Truk 4 Flota, po odesłaniu do remontu do Japonii dwóch krążowników, istniała w praktyce (3 przestarzałe krążowniki lekkie, 6 niszczycieli i pewna liczba mniejszych jednostek) tylko z nazwy.

## Planowanie i przygotowania

### Miejsce starć

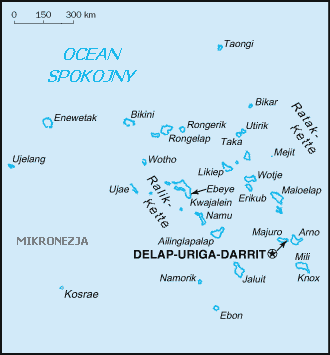
Wyspy Marshalla

Wyspy Marshalla znajdują się w Mikronezji na obszarze środkowego Pacyfiku. Składają się z 32 grup wysp i atoli rozproszonych na przestrzeni ponad 1 370 000 kilometrów kwadratowych oceanu. Tworzą dwa łańcuchy – północno-wschodni, zwany Ratak (wschód słońca), z dużymi atolami Mille, Maloelap, Majuro i Wotje oraz południowo-zachodni – Ralik (zachód słońca) z atolami Bikini, Eniwetok, Jaluit, Kwajalein i Rongelap. Geograficznym centrum całego archipelagu jest Kwajalein położony na 167°30' dł. geogr. zachodniej i na 9° szer. geogr. północnej. Odległość z Pearl Harbor wynosi 3890 km. Tarawa znajduje się 1046 km na południowy wschód, a atol Truk, który w sztabie Floty Pacyfiku uważano za ośrodek japońskiej obrony obszaru środkowego Pacyfiku, 1815 km na południowy zachód.
Niemal wszystkie wyspy to atole koralowe otoczone łańcuchami raf z dogodnymi dla żeglugi kanałami wejściowymi. Poszczególne wyspy są niewielkie, rzadko dłuższe niż 4-5 kilometrów, kilkaset metrów szerokie i wznoszące się nie wyżej niż 2-3 metry ponad poziom morza.

### Japoński plan obronny
Planując obronę archipelagu Japończycy musieli liczyć się z ogromnymi trudnościami, takimi jak naturalne utrudnienia w obronie niewielkich, płaskich i wąskich wysepek, pozbawionych jakichkolwiek przeszkód terenowych. Musieli brać również pod uwagę zły stan własnych sił morskich, które nie mogły wydzielić odpowiednio silnego zespołu, zdolnego do stoczenia zwycięskiej bitwy z amerykańską armadą inwazyjną. Mogli liczyć jedynie na niezbyt silne lotnictwo z baz na kilku wyspach oraz na zapał i zdeterminowanie żołnierzy oddziałów lądowych.
W skład tych ostatnich wchodziły (w styczniu 1944 roku): 6 i 2 Oddział Wydzielony Mórz Południowych, pododdział „A” 1 Brygady Desantowej oraz 3 Wydzielony Oddział Garnizonowy. Żołnierze tych formacji zostali rozdzieleni w sposób następujący: Kwajalein 1933 ludzi, Jaluit 620, Maloelap 404, Wotje 667, Mille 2530, Eniwetok 2586, Wake 2050 i Kusaie w Karolinach 3931.
Doświadczenie i przygotowanie tych wojsk pozostawiały wiele do życzenia. 6 Oddział Wydzielony był jedynym, który nabrał doświadczenia w walce. Jako część 122 Pułku Piechoty dotarł na Filipiny 1 stycznia 1942 roku i wziął udział w walkach o półwysep Bataan, które zakończyły się kapitulacją Amerykanów 9 kwietnia. Większość żołnierzy pozostałych oddziałów służyła uprzednio w wojskach kolejowych w Mandżurii i nie brała udziału w żadnych starciach z wrogiem. Brak wsparcia floty, a także utrata wszystkich samolotów na lotniskach archipelagu w wyniku opisanych powyżej operacji lotnictwa amerykańskiego powodowały, że cały opór wojskom amerykańskim miały stawić te szczupłe siły i lokalni dowódcy, najczęściej w stopniu kapitana lub porucznika. Niewiele wybudowano żelbetowych umocnień, ilość dział była niewystarczająca.
W dodatku, w oparciu o dotychczasowe doświadczenia, umocnienia budowano wzdłuż linii brzegowej od strony otwartego morza. Dopiero na kilka dni przed rzeczywistym natarciem zaczęto okopywać się od strony laguny.

### Plan Nimitza i Turnera

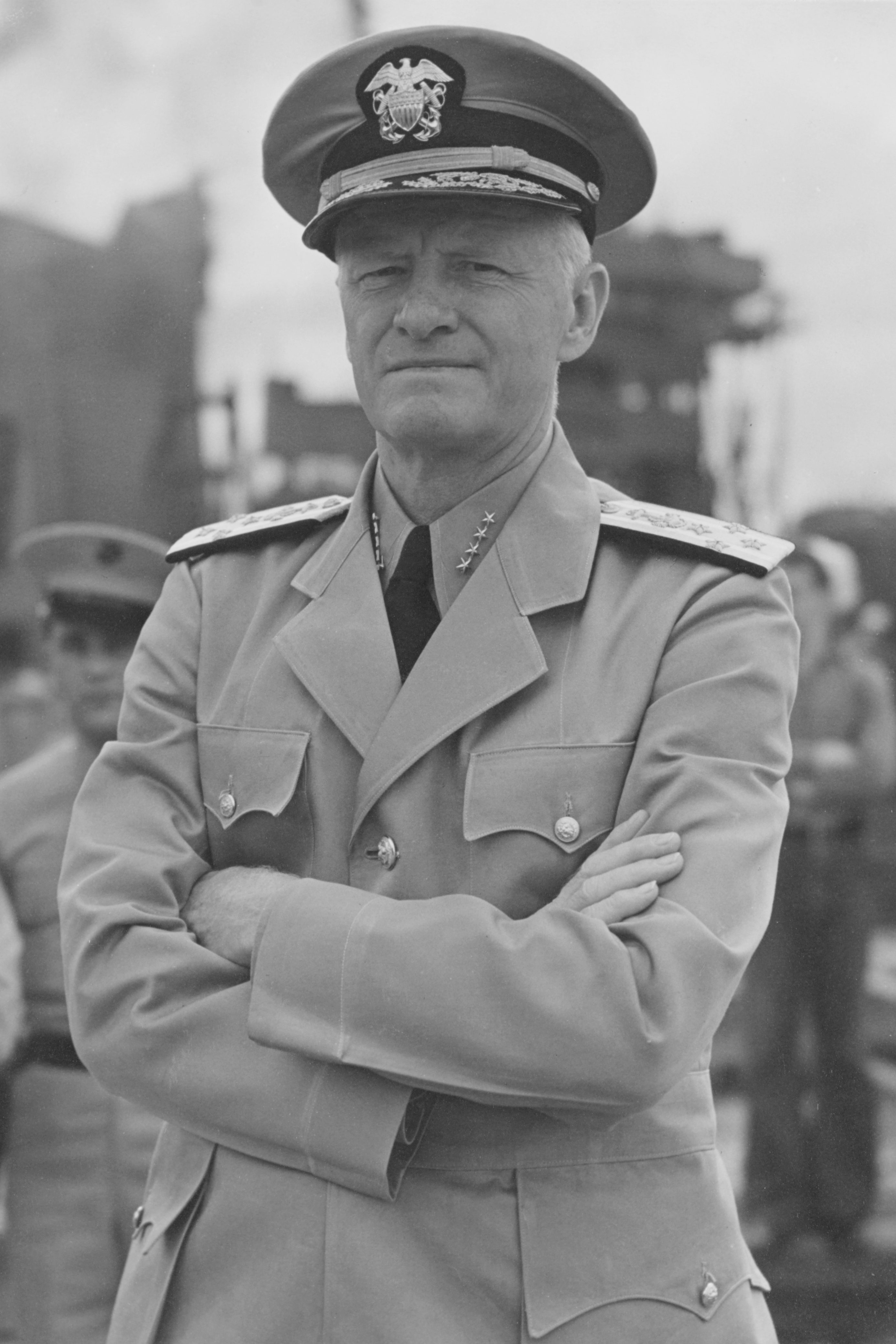
Adm. Chester Nimitz

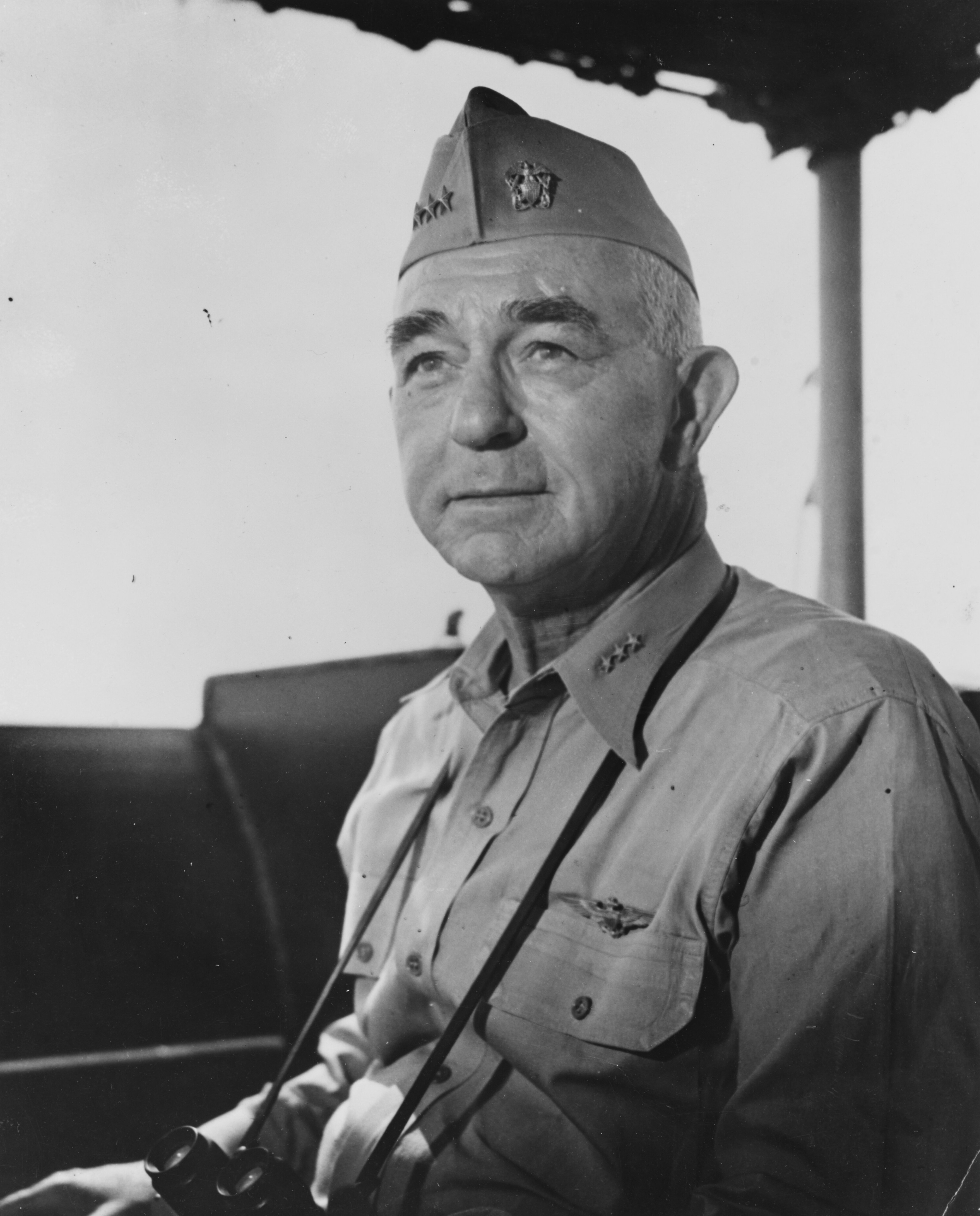
Adm. Richmond Turner

W sierpniu 1943 roku adm. Nimitz zwrócił się do szefostwa Połączonych Sztabów o opracowanie szczegółowej dyrektywy pozwalającej mu na zajęcie Wysp Marshalla. Uzasadniał taką akcję koniecznością zapewnienia Flocie Pacyfiku odpowiednich baz celem wsparcia dalszych działań w kierunku południowym i południowo-zachodnim, a tym samym prowadzenia wojny na warunkach dyktowanych Japonii przez US Navy.
Już 1 września nadeszła odpowiedź sztabowców, którzy zalecali zajęcie archipelagu oraz wysp Wake i Kusaie, najdalej na wschód wysuniętej w archipelagu karolińskiego, celem:
1. przygotowania do zajęcia Karolinów,
2. zwiększenia strat nieprzyjaciela,
3. zapewnienie bezpieczeństwa własnym liniom komunikacyjnym,
4. wsparcie innych operacji w basenie Pacyfiku i Oceanu Indyjskiego poprzez wzmaganie presji na siły japońskie[15].

Datę rozpoczęcia operacji wyznaczono na 1 stycznia 1944 roku z zastrzeżeniem, że wszystko zależy od postępów w walkach o Wyspy Gilberta. Do wykonania lądowań wyznaczono nowo utworzoną 4 Dywizję Marines (dalej 4 DMar), 22 Pułk Marines (dalej 22 PMar) i 7 Dywizję Piechoty (dalej 7 DP).
W tej sytuacji Nimitz zlecił swoim własnym sztabowcom opracowanie planu kampanii, przy czym zakładał, że zajęte zostaną trzy atole: Maloelap, Wotje i Kwajalein. Admirał uważał, że na lotniskach tych atoli znajduje się 65% wszystkich japońskich samolotów bojowych i że pozostałe 35% – przede wszystkim na atolach Jaluit i Mille – zostanie zniszczone na ziemi w wyniku dywanowych nalotów własnego lotnictwa.
Niemal natychmiast po przystąpieniu do planowania operacji o nazwie kodowej „Flintlock” dla sztabowców stało się oczywiste, że data 1 stycznia 1944 jest nierealna, w związku z czym Nimitz powiadomił admirała Kinga w Waszyngtonie, że najbliższą możliwą datą rozpoczęcia operacji jest 31 stycznia 1944 roku. Jednocześnie poinformował, że atole Maloelap i Wotje powinny zostać pominięte na rzecz samego Kwajalein.
Spotkało się to ze zdecydowanym sprzeciwem wszystkich dowódców w rejonie środkowego Pacyfiku. Admirał Spruance, dowódca 5 Floty (50 Grupa Uderzeniowa) pisał po latach w liście do pisarza-historyka Jetera Isely’ego w roku 1948: „Przeciwstawiałem się temu pomysłowi z całą mocą, bowiem widziałem poważne zagrożenie dla naszych linii komunikacyjnych wobec istnienia silnych baz japońskich na naszych tyłach”.
W rezultacie Nimitz zgodził się na zajęcie dogodnego, jako kotwicowisko i lądowisko w północno-wschodnim łańcuchu archipelagu, atolu. Wybór padł na atol Majuro, gdzie samoloty rozpoznawcze nie napotkały ognia artylerii przeciwlotniczej i nie dostrzegły żadnej aktywnej działalności nieprzyjaciela.
Ostatnim w głównej linii planowania był adm. Turner. Przygotowując się do ataku na atol Kwajalein, a więc dwa główne obiekty – wyspę Kwajalein na południu i połączone wysepki Roi i Namur (dalej Roi-Namur) na północy, miał do dyspozycji poważne siły morskie:
- dla dostarczenia pododdziałów 7 DP na Kwajalein 11 szybkich transportowców floty, 1 duży transportowiec wojska, 3 szybkie frachtowce, 2 doki dla przewozu czołgów i 16 LST(inne języki) do przewozu mniejszych środków desantowych; dla eskorty tych jednostek i zapewnienia wsparcia ogniowego 4 pancerniki starszych typów, 3 ciężkie krążowniki, 21 niszczycieli, 2 szybkie APD, 3 lotniskowce eskortowe, 12 LCI i 4 trałowce
- dla dostarczenia pododdziałów 4 DMar na Roi-Namur wyznaczono niemal identyczne siły, z tym, że mniejsze o jeden pancernik i 11 niszczycieli, wzmocnione natomiast 2 lekkimi krążownikami

Pozostające w rezerwie 22 DMar i dwa bataliony 106 PP dysponowały ośmioma transportowcami i 7 niszczycielami.
Plan Turnera zakładał wcześniejsze bombardowanie (z morza i powietrza) wyznaczonych celów. Już na dzień „D” minus jeden (30 stycznia wczesnym rankiem) 8 pancerników i 12 niszczycieli miało rozpocząć bombardowanie Kwajalein i Roi-Namur. W tym samym czasie dwie grupy, składające się z krążowników i niszczycieli, rozpocząć miały – sprzężony z bombardowaniem z powietrza – ostrzał lotnisk na Wotje i Maloelap. Po oddaleniu się samolotów siły nawodne miały bombardować cele do godz. 12 w południe.
W dniu „D”, kiedy to przewidziano lądowanie i rozmieszczanie baterii artylerii oraz instalacji tyłowych, takich jak składy amunicyjne, szpitale polowe itd. na sąsiednich (wobec głównych celów) wysepkach Carlson (Enubuj), Carlos (Ennylabegan), Carter (Gea) i Chauncey (Gehh), miało trwać nieprzerwane bombardowanie Kwajalein i Roi-Namur.

### Przed uderzeniem

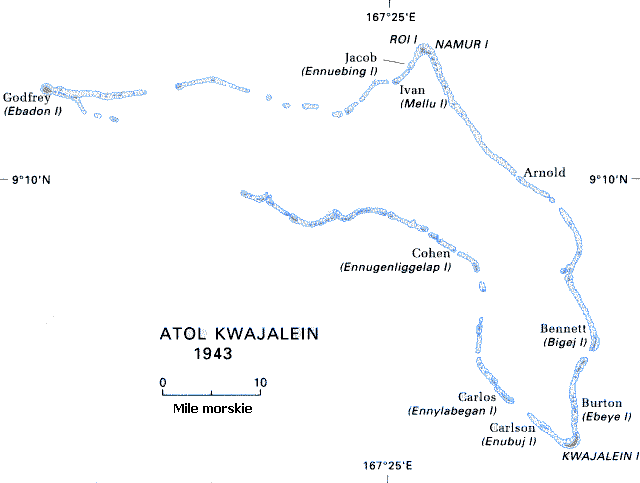
Atol Kwajalein

Uderzenie na Wyspy Marshalla poprzedziły długotrwałe przygotowania sztabów, logistyków, jak i ćwiczenia przeznaczonych do desantu oddziałów. Na bieżąco wyciągano też wnioski z błędów popełnionych przy zajmowaniu Wysp Gilberta, a zwłaszcza atolu Tarawa, gdzie poniesiono ogromne straty. Chodziło o takie przygotowanie operacji, by straty poniesione w czasie lądowań były jak najmniejsze. Dlatego ogromny nacisk położono na wcześniejsze przygotowanie lotnicze i artyleryjskie, które mogłoby spowodować wyeliminowanie większości samolotów i ciężkich środków ogniowych przeciwnika. Oznaczało to bombardowanie wszystkich ważnych lotnisk i baz japońskich w rejonie jeszcze przed zakończeniem zajmowania Wysp Gilberta.
Ważne było też wprowadzanie do wyposażenia i uzbrojenia oddziałów nowych środków bojowych, od unowocześnionych jednostek desantowych po bardziej kaloryczne racje żywieniowe i środki pierwszej pomocy. Operację planowano niezwykle drobiazgowo przyjmując, że opór Japończyków – wraz ze zbliżaniem się do macierzystych wysp – będzie narastał, a więc ponoszone straty mogą być większe.
Wśród nowych środków transportowych należy wymienić pływające transportery opancerzone LVT (A) amfibie DUKW (znane powszechnie jako „ducks”, czyli „kaczki”), a wśród nowych technik operacyjnych taki dobór miejsca lądowania desantu, który byłby najdogodniejszy dla atakujących i najbardziej zaskakujący dla obrońców. W tej sferze planowania uznano, że atak, ani od strony otwartego oceanu, ani od laguny wewnętrznej atolu, nie przyniesie łatwego rozwiązania, w związku z czym postanowiono uderzać od krańców wysp mieszczących się wewnątrz pasma raf, a więc dogodnych do lądowania i z założenia niebronionych.

## Lądowanie na Kwajalein

### Przygotowania

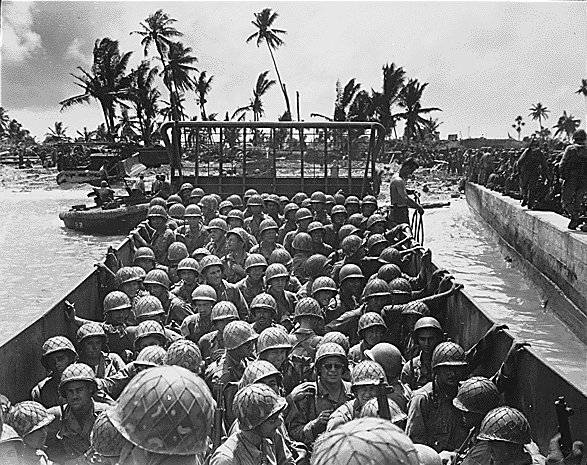
Lądowanie na Kwajalein

Atol Kwajalein, jako najbardziej (nie licząc Eniwetok) oddalony od istniejących amerykańskich baz lotniczych, w odróżnieniu od pozostałych atoli Wysp Marshalla (patrz w rozdziale „Dodatkowe operacje”) aż do grudnia 1943 roku nie był bombardowany. Pierwszego nalotu dokonało osiem Liberatorów B-24 4 grudnia z lotniska w Numea na Nowej Kaledonii, gdzie bazowała 7 Flota Lotnicza, przy czym tylko jeden samolot dotarł do celu i zrzucił kilka bomb burzących na Roi-Namur. Dopiero 21 grudnia nad atol nadleciały cztery Liberatory i cztery samoloty dalekiego rozpoznania PB4Y (te ostatnie wykonały serię pierwszych zdjęć instalacji obronnych na wyspach). W okresie od końca grudnia do końca stycznia 1944 roku zrzucono na wyspy atolu 200 ton bomb, jednak aż do 29 stycznia lotnisko na Roi-Namur było w pełni operacyjne i przyjmowało nowe samoloty z Japonii.
Wcześniej, już 1 grudnia, działania podjęły grupy uderzeniowe (TF, skrót od Task Force) 58.1 i 58.3 pod wspólnym dowództwem kontradmirała Charlesa Pownalla, składające się z 6 szybkich lotniskowców, 5 ciężkich i 2 lekkich krążowników, 3 nowych krążowników przeciwlotniczych i 12 niszczycieli. Nalot na Roi-Namur spowodował zniszczenie 19 myśliwców i 4 bombowców nieprzyjaciela. Uszkodzono także 2 krążowniki i duży transportowiec zakotwiczone w pobliżu wyspy. Na Kwajalein, gdzie lotnisko było w trakcie rozbudowy, samolotów nie było, ale na wodach laguny kotwiczyło blisko 30 statków i okrętów różnych typów, z których 7 zatopiono, a kilka innych uszkodzono. Po tym ataku (i po serii kontrataków lotnictwa japońskiego oraz trafieniu jednego z lotniskowców torpedą) grupy uderzeniowe wycofały się i przed 29 stycznia 1944 roku do żadnych poważniejszych ataków bombowych nie doszło.

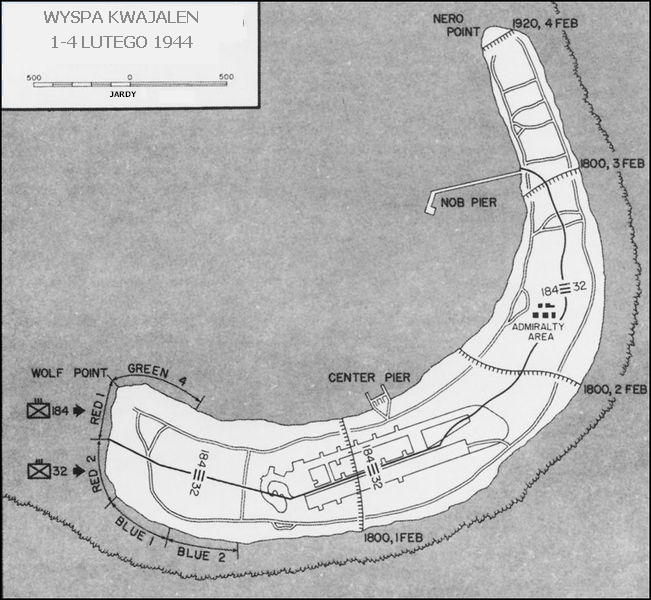
Plan lądowania na Kwajalein

Wyspa Kwajalein ma kształt rogala o krańcach wygiętych ku północy. Jej długość wynosi około 4500 metrów, szerokość 800 metrów, przy czym na wschodnim krańcu zwęża się do niecałych 300 metrów, podczas gdy zachodni ma szerokość blisko 600-metrową. Tam też postanowiono dokonać desantu siłami grup uderzeniowych ze składu 184. i 32. pułku 7 DP. Główne lądowanie miało poprzedzić zajęcie czterech małych wysepek położonych na północny zachód od wyspy głównej. Dla zajęcia obiektów Cecil i Carter, strzegących żeglownego kanału zwanego Cecil Pass (kanał ten był potrzebny siłom inwazyjnym w czasie i po lądowaniu, bowiem relatywnie płytkie wody laguny zabezpieczały okręty przed ewentualnym atakiem okrętów podwodnych) wyznaczono pododdziały zwiadu w sile plutonu, bowiem nie spodziewano się większego oporu.
Lądowanie nastąpiło w nocy z 30 na 31 stycznia w kompletnych ciemnościach przy użyciu łodzi pneumatycznych i nie zostało przez Japończyków dostrzeżone. Rano, bez oporu i strat własnych, zajęto wysepkę Carter (jedyny znajdujący się tam żołnierz japoński został zabity), a po niewielkim starciu z nieprzyjacielem (na wysepce Chauncey, gdzie lądowano przez pomyłkę) także opuszczoną Cecil.
Teraz należało zająć znacznie większe wyspy Carlson i Carlos. Pierwsza z nich miała kilometr, druga półtora kilometra długości, obie były około 300 metrów szerokie. Rozdzielał je szeroki, ponad 4000-metrowy kanał, ale i wówczas i teraz tak płytki, że nie mogą go pokonać nawet niewielkie, płaskodenne jednostki. Do wykonania tego zadania wyznaczono 17. grupę uderzeniową podzieloną na dwa bataliony wzmocnione czołgami, a przygotowanie ogniowe zapewniały trzy krążowniki („Minneapolis”, „San Francisco” i „New Orleans”), cztery niszczyciele („Stevens”, „McKee”, „Ringgold” i „Sigsbee”) oraz samoloty z lotniskowców eskortowych.

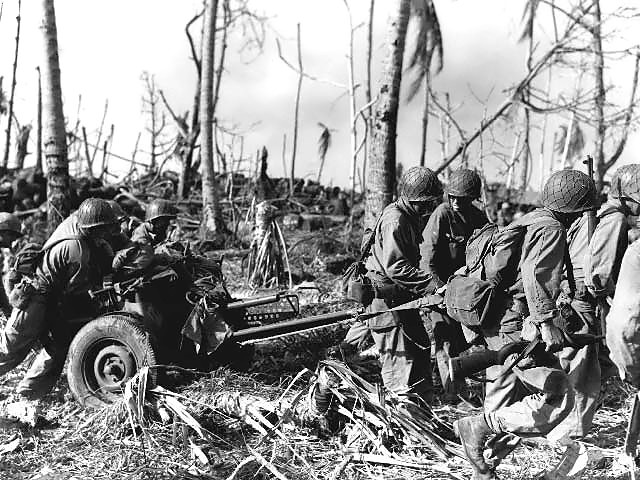
Działko ppanc na Kwajalein

Wyspę Carlos zajęto bez strat własnych o godz. 16.15. Carlson – gdzie spodziewano się znacznie silniejszego oporu – nawet wcześniej, już o 12.10, przy czym jeden żołnierz został ranny (jakoby od ognia artyleryjskiego z Kwajalein, ale bardziej prawdopodobne, że padł ofiarą własnego ostrzału). Ujęto dwudziestu jeden przymusowych robotników koreańskich, po czym natychmiast rozpoczęto przerzucanie tam czterech batalionów haubic 105 mm i jednego batalionu haubic 155 mm ze składu 57. i 145. pułku artylerii polowej, przewiezionych na miejsce przez duże transportowce „Virgo” i „President Polk”. Jednocześnie trwało zakładanie magazynów amunicji i żywności, szpitali polowych i punktów obserwacji artyleryjskiej oraz wycinanie drzew dla otwarcia pola ostrzału. W rezultacie przeprowadzonej operacji dwanaście baterii haubic 105 mm zostało stłoczonych na obszarze 900 × 150 metrów, pozostałe zajęły plaże po stronie laguny i oceanu, nieco dalej od Kwajalein. Wszystkie 72 działa podjęły natychmiast ogień nękający przeciwko wyspie głównej, a także położonej nieco dalej wyspie Burton (Ebeye). Haubice, a więc artyleria stromotorowa, były koniecznym uzupełnieniem płaskotorowej artylerii okrętów wojennych.

### Bombardowanie przygotowawcze
Po zapadnięciu zmierzchu do ostrzału haubic dołączyły okręty. Główna wyspa była ostrzeliwana przez pancerniki „Idaho”, „New Mexico”, krążownik „San Francisco”, oraz towarzyszące im niszczyciele (ostrzał wysepki Burton prowadził niszczyciel „Hall”). Jednocześnie pododdziały ze składu 32. i 184. pułku piechoty schodziły z pokładów transportowców na LST, by spędzić noc po części na zewnątrz atolu, po części zaś na wodach laguny z rozkazem powrotu do regionów koncentracji o godz. 5.30.

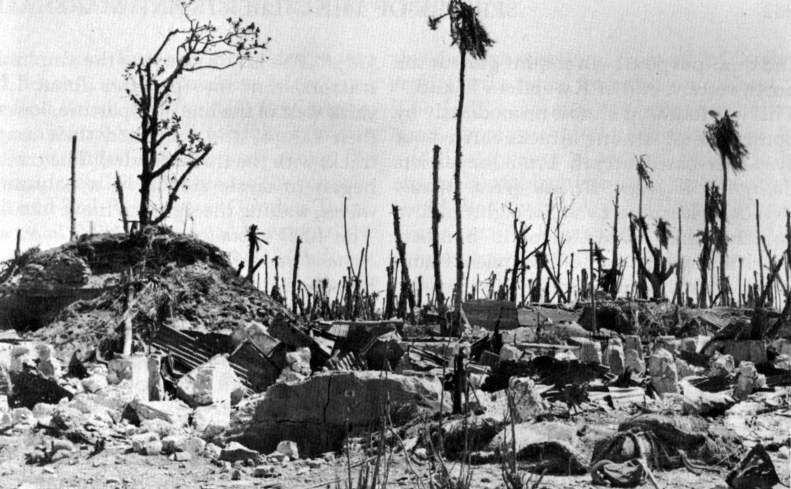
Po bombardowaniu

Nowością w desantowych operacjach morskich było wprowadzenie do akcji specjalnych zespołów mających, głównie przy pomocy ładunków wybuchowych, usuwać przeszkody podwodne na podejściach do plaż w miejscach lądowania. Zespoły te, poruszające się na gumowych pontonach w odległości do 300 metrów od plaż i osłaniane ogniem pancerników „Pennsylvania” i „Mississippi”, stwierdziły, że stan raf zezwala na lądowanie i że żadnych przeszkód w wodzie nie ma, po czym bez strat wróciły na jednostki macierzyste. W tej sytuacji adm. Turner wydał rozkaz rozpoczęcia desantu na wyspie Kwajalein 1 lutego o godz. 9.30.
31 stycznia o godzinie 6.18, mimo częstych szkwałów i nisko wiszących chmur ograniczających widoczność, „Pennsylvania” i „Mississippi” oraz pozostałe okręty grupy wsparcia podeszły na około 1500 metrów od brzegu i rozpoczęły gwałtowny ostrzał zachodniego krańca wyspy. Niszczyciele „Ringgold” i „Sigsbee” weszły do laguny z zadaniem odcięcia Kwajalein od reszty atolu.
Bombardowanie przygotowawcze nie miało sobie równego w historii dotychczasowych operacji desantowych. Na cele w rejonach lądowania spadały dwa pociski na sekundę. Pociski z dział 350 mm z powodzeniem rozbijały umocnienia żelbetowe, 200- i 125-milimetrowe rozbijały lżejsze schrony bojowe i niszczyły gęste, tropikalne poszycie zalesionej wyspy. Na obszar w pobliżu plaż desantu spadło ogółem 7000 pocisków artylerii okrętowej. Artyleria polowa z Carlson wystrzeliła w tym czasie około 29 000 pocisków. Do tego doszło wkrótce bombardowanie z powietrza. O godz. 8.10 nadleciało sześć Liberatorów z 392. dywizjonu bombowego z Apamama, które zrzuciły piętnaście tonowych i półtonowych bomb na umocnienia i stanowiska artylerii na północno-wschodnim krańcu wyspy. Po Liberatorach nad Kwajalein nadleciało 96 samolotów bombowych, torpedowych i myśliwskich z lotniskowców „Enterprise”, „Yorktown”, „Belleau Wood”, „Manila Bay”, „Corregidor” i „Coral Sea”, bombardując i ostrzeliwując z broni pokładowej cały obszar. Skutkiem tej nawały ogniowej było uczynienie z Kwajalein kompletnego rumowiska. Jak mówił jeden ze świadków „wyspa wyglądała tak, jakby ktoś uniósł ją na wysokość 20 000 stóp i upuścił”.

### Pierwsze uderzenie

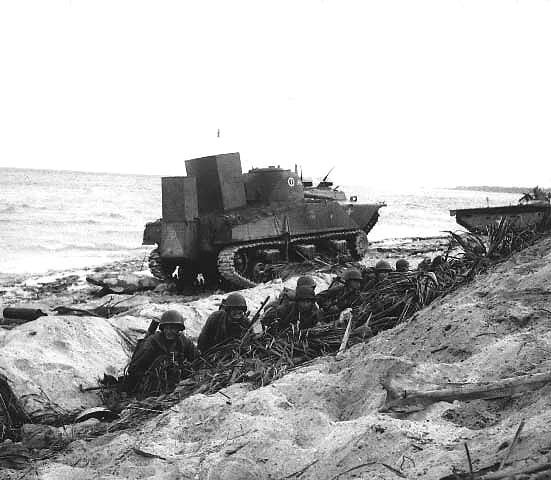
Żołnierze pierwszego rzutu na plaży

W pierwszym rzucie ruszyły ku plażom amtraki z piechotą, LCM załadowane lekkimi i średnimi czołgami kompanii A, B, C i (częściowo) D z 767. batalionu czołgów oraz DUKW z zaopatrzeniem niezbędnym dla 1. batalionu uderzeniowego 32. pułku (84 oficerów i 1628 żołnierzy pod dowództwem płk. Marka J. Logie’go) i 3. batalionu uderzeniowego 184. pułku (73 oficerów i 1489 żołnierzy pod dowództwem płk. Curtisa D. O’Sullivana). Pojazdy posuwały się falowo zachowując 20-metrowe odstępy między sobą i 100-metrowe między rzutami.
Lądowanie nastąpiło zgodnie z planem przy nieznacznym oporze tych strzelców japońskich, którzy przetrwali nawałę ogniową. Ich rzadki ogień spowodował zranienie dwóch żołnierzy i wyeliminowanie z walki jednego LVT. Znacznie więcej kłopotów sprawiły falochron na plaży oraz leje po bombach, na których to przeszkodach utknęła większość amtraków i czołgów. Również piechocie bardzo utrudniała posuwanie się naprzód plątanina połamanych drzew i krzewów, resztek zabudowań i leje, niemniej cztery pierwsze rzuty piechoty znalazły się na brzegu w ciągu 15 minut od wyznaczonego czasu lądowania.
Podczas gdy piechota posuwała się ostrożnie naprzód, do plaż docierały zaopatrzenie oraz jednostki wsparcia. Saperzy oczyszczali dojazd i przy użyciu spychaczy robili wyłomy w falochronie, a plutony 7 Batalionu Medycznego zakładały improwizowane punkty opatrunkowe. O godzinie 9.50 na brzegu zainstalował się wysunięty punkt dowodzenia 32 Pułku (podobny punkt dowodzenia 184 Pułku dotarł na wyznaczone sobie miejsce dopiero w południe). Po południu oba punkty zostały połączone linią telefoniczną, a do wieczora pododdziały łączności przeciągnęły 4500-metrowy kabel podmorski, łącząc przyczółek z wysepką Carlson.

### Przełamanie obrony japońskiej
Na Kwajalein znajdowała się jedna droga główna obiegająca całą wyspę, w odległości około 100 metrów od brzegu. Planiści amerykańscy nazwali (na potrzeby kampanii) jej część północną, bliższą lagunie, Drogą Willa, zaś południową Drogą Wallace’a. Obie łączyło około dwudziestu krótszych dróg prostopadłych. Mniej więcej w połowie długości wyspy i równolegle do jej oceanicznego wybrzeża znajdowało się niewielkie lotnisko w trakcie budowy. Zaledwie 1/8 pasa startowego została, do chwili uderzenia amerykańskiego, pokryta betonową nawierzchnią.

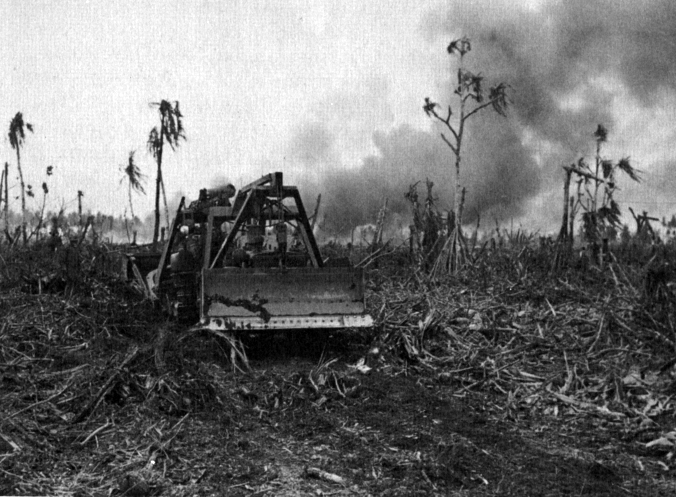
Oczyszczanie drogi z plaży

Zaopatrzenie na wyspę docierało poprzez drewniany pirs, w kształcie litery „H”, wyprowadzony w wody laguny dokładnie na wysokości północnego krańca lotniska. Na mapach określono go jako Central Pier. Drugi pomost, znacznie dłuższy, przeznaczony dla jednostek oceanicznych, wychodził w wody laguny około półtora kilometra dalej i miał kształt kija hokejowego. Nazwano go Nob Pier.
Na Kwajalein istniały trzy obszary wolne od gęstej roślinności: wokół lotniska, na zachód od niego i na północy. Pośrodku obszaru zachodniego, nazwanego Wart Area, znajdowała się stacja radio-nasłuchu, na północy zaś wznosiła się większość zbudowanych przez Japończyków budowli, w tym również obronnych. Dojście do nich blokował rów przeciwczołgowy.
Wkrótce po umocnieniu przyczółka czołowe plutony obu batalionów uderzeniowych ruszyły z podstaw wyjściowych na wysokości pętli drogi głównej ciągle bez wystarczającego wsparcia czołgowego, ale opór był tak słaby, że do godziny 13.30 oddziały przekroczyły Drogę Wilmy (droga łącznikowa na zachód od lotniska) naliczywszy po drodze 250 ciał Japończyków zabitych w wyniku bombardowań.
Po południu, wraz ze zbliżaniem się do lotniska, opór – szczególnie na prawym skrzydle (1. batalion 32. pp) – zaczął narastać. Natrafiono na duży żelbetowy bunkier, którego załogę zniszczono dopiero przy wsparciu dwóch lekkich czołgów i ich miotaczy płomieni. Dalsze reduty nieprzyjaciela okazały się obsadzone, a obserwacja lotnicza donosiła o koncentracji jakichś sił japońskich pomiędzy lotniskiem a brzegiem od strony oceanu. Nieodzowne okazało się wsparcie artyleryjskie z wyspy Carlson, które trwało od 14.05 do 14.25 i ponownie od 15.15 do 15.40. Wszystkie umocnienia japońskie zostały w tym regionie zniszczone w czasie bombardowań, ale obrońcy ciągle tkwili w ruinach, prowadząc nękający ogień z broni strzeleckiej i maszynowej, co coraz bardziej spowalniało tempo natarcia. Wreszcie około godziny 18.00 nastąpił kryzys w pododdziałach, które przestały posuwać się naprzód. W związku z tym dowódcy obu batalionów ustalili, że należy umocnić się na zajętym terenie, zabezpieczyć tyły i wznowić atak następnego dnia rano. Okazało się przy tym, że straty poniesione tego dnia były, w porównaniu z pierwszym dniem operacji, dość znaczne i wyniosły 7 zabitych i 23 rannych w 32 Pułku oraz 10 zabitych i 13 rannych w 184 Pułku. Straty wśród Japończyków to 500 zabitych i 11 ujętych robotników koreańskich (Japończycy często zatrudniali na wyspach przymusowych robotników z Korei i Tajwanu, którzy po dostaniu się do niewoli chętnie współpracowali z amerykańskim wywiadem).

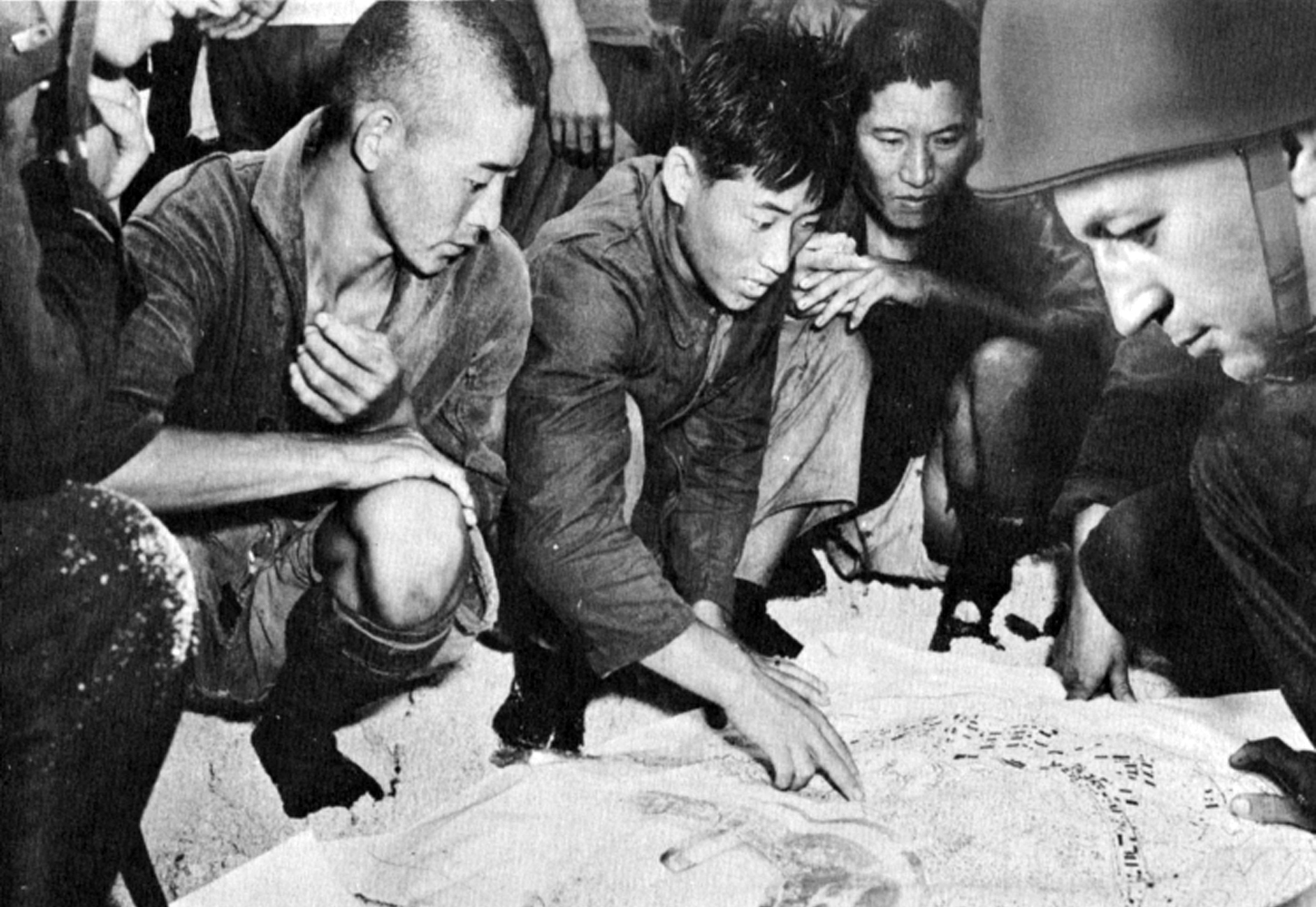
Przesłuchiwanie ujętych Koreańczyków

Po zmroku znaczna liczba Japończyków, którzy dzień starali się przetrwać w ruinach, wyszła by – w seriach samobójczych ataków – siać zamęt wśród nieprzyjaciół. Pojedynczo lub niewielkimi grupkami przenikali między pozycjami żołnierzy pierwszej linii, szczególnie na styku obu batalionów szturmowych, by atakować obszary biwakowe pododdziałów na głębokich tyłach. Jeden z żołnierzy japońskich został zabity kilka metrów od plaży lądowania. Spośród nocnych ataków jeden prawie zakończył się klęską Amerykanów. Był wymierzony przeciw 3 Batalionowi 184 Pułku i rozpoczął się o 1.30 nad ranem. Wykorzystując gwałtowną ulewę Japończycy uderzyli na stanowiska kompanii L. Trzy pociski moździerzowe spadły na stanowisko ciężkiego karabinu maszynowego (ckm) raniąc kilku żołnierzy i zabijając jednego, niedaleko rozbity został lekki karabin maszynowy (lkm), co wystarczyło by 1. pluton kompanii wycofał się w panice. Gdy jednak grupy Japończyków zaczęły przenikać i atakować ze skrzydła stanowiska 2. plutonu, naprędce ściągnięty z innej kompanii ckm pozwolił zamknąć powstałą lukę. Uzupełnienia w postaci plutonów kompanii C, dwa dodatkowe karabiny maszynowe oraz natychmiastowa nawała artyleryjska na przedpole 184 Pułku pozwoliły opanować sytuację.
Nad ranem aktywność nieprzyjaciela zaczęła z wolna wygasać, ale tuż przed świtem pocisk z granatnika trafił bezpośrednio stanowisko ckm-u kompanii L zabijając sześciu ludzi. Około 6.00 inny pocisk spadł na stanowisko działka przeciwpancernego kompanii F zabijając dwóch, raniąc jednego żołnierza i uszkadzając działo. 3 Batalion 184 Pułku został po tej nocy wycofany na tyły mając 14 zabitych i 54 rannych. Jego rolę przejął 2 Batalion. W 32 Pułku 2 Batalion, który pozostał na pozycji, miał zostać zluzowany w godzinach późniejszych.

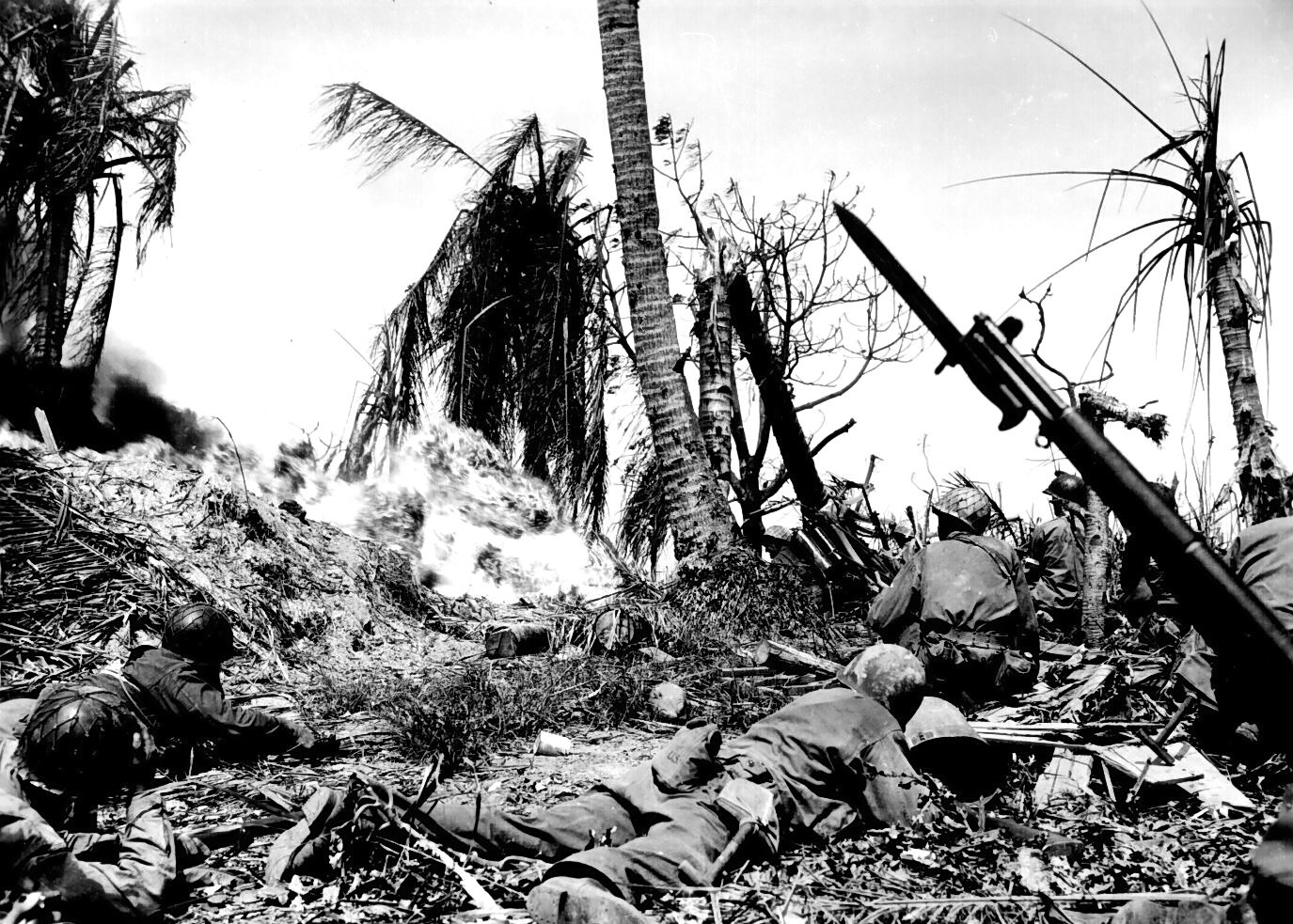
Miotacz płomieni w akcji

Poranna narada w dowództwie 7. dywizji przyczyniła się do lepszej koordynacji działań pomiędzy 32 i 184 Pułkiem, co w dniu poprzednim wyraźnie szwankowało. Od tej chwili pododdziały stykowe nacierających batalionów miały utrzymywać stały i bezpośredni kontakt.
Uderzenie, które nastąpiło o godz. 7.15 po krótkim przygotowaniu artyleryjskim, miało na celu wdarcie się jak najdalej na północ. Pierwszym celem było opanowanie całego lotniska (32 Pułk) i dotarcie do Central Pier (184 Pułk). Jednocześnie północny kraniec wyspy, aż do godz. 8.00, był bombardowany i ostrzeliwany przez samoloty z lotniskowców.
Natarcie 184. pp posuwało się bardzo szybko na odcinku pierwszych dwustu metrów, ale tu zostało powstrzymane przez gęsty ogień karabinowy. Japońscy strzelcy wyborowi strzelali z ruin budynków i zza zwałów pni powalonych drzew, ale nie był to ogień zbyt skuteczny. O godz. 9.00 osiągnięto Central Pier i kontynuowano atak. Za czołowymi kompaniami szli żołnierze 1. batalionu przeszukując teren i likwidując ostatnie gniazda oporu. Posuwające się tuż za piechotą czołgi ostrzeliwały z kaemów szczyty palm, gdzie mogli kryć się japońscy snajperzy i ogniem swych dział 75 mm niszczyły odkryte przez piechotę umocnienia. Do godziny 10.40 osiągnięta została droga łącznikowa Carla (około 100 metrów za lotniskiem), przy czym straty wyniosły 25 zabitych i rannych. Na przeciwległym, oceanicznym brzegu wyspy 2. batalion 32. pp natrafił na nieoznakowany rów przeciwczołgowy biegnący skośnie od pasa startowego do drogi Wallace’a, co zmusiło czołgi do objazdu i wstrzymało na 15 minut natarcie piechoty, jednak o godz. 10.40 czołowe kompanie dotarły do drogi Carla.
Teraz, wobec znacznych postępów w godzinach rannych, rozpoczęła się druga faza ataku. By osiągnąć następną drogę łącznikową, nazwaną Nora, należało przebyć około 300 metrów, przy czym w rejonie tym znajdowały się głęboki i długi rów przeciwczołgowy oraz system silnych umocnień oznakowanych na mapach jako Corn Strong Point (CSP), rozbudowanych w głąb na około 100 metrów i składający się – według danych wywiadu – z trzech schronów bojowych, dwóch otwartych stanowisk haubicoarmat i siedmiu gniazd ckm. Wszystko połączone rowami łącznikowymi i uzupełnione składami zaopatrzenia. Tutaj dowództwo 7. dywizji spodziewało się najsilniejszego oporu.

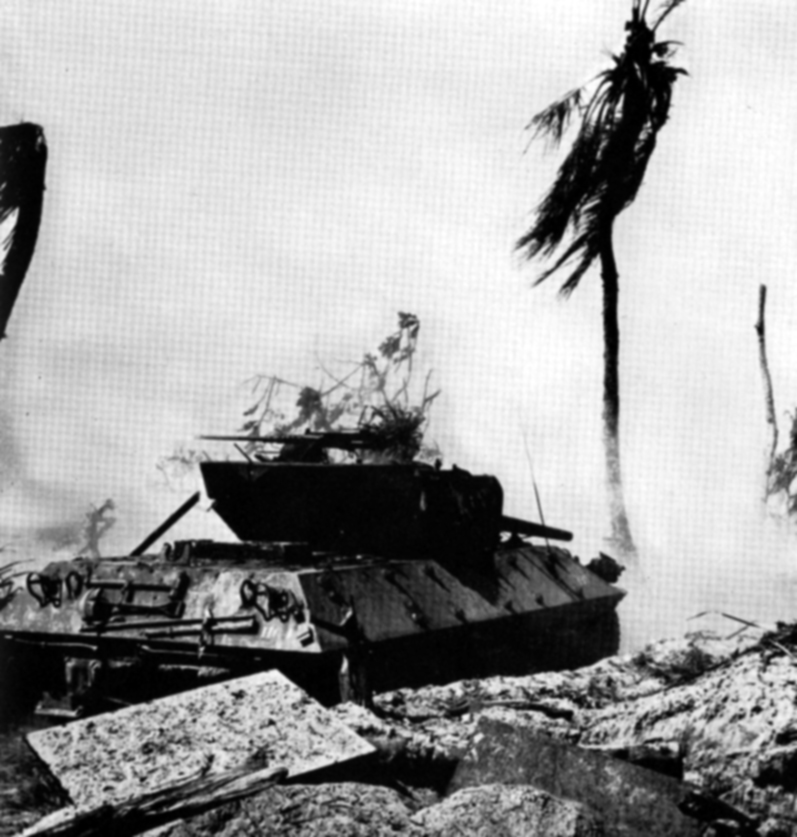
Działo samobieżne M10

Natarcie, zaplanowane na godz. 12.45, uległo opóźnieniu z różnych przyczyn (m.in. z powodu opóźnień w dostawie paliwa i amunicji) i ruszyło dopiero o 14.00, a poprzedzone zostało nawałą ogniową haubic z Carlson i Kwajalein (gdzie już przerzucono 145. batalion artylerii dywizyjnej) oraz bombardowaniem z morza i z powietrza. Postępy tego natarcia doprowadziły do opanowania CSP w ciągu zaledwie 35 minut niemal bez strat własnych. Japończycy siedzieli ukryci w swych schronach, nie odpowiadając ani na strzały, ani na wezwania do poddania się. W tej sytuacji wprowadzeni do akcji saperzy wysadzali w powietrze pozycję po pozycji. W wyniku akcji wzięto jednego jeńca i naliczono ponad sto ciał zabitych nieprzyjaciół.
Tymczasem nad laguną 184. pp – po początkowych sukcesach – natrafił na niezwykle silny opór i przy braku osłony czołgów (detaszowanych czasowo do wsparcia natarcia na CSP) stracił w krótkim czasie ponad sześćdziesięciu zabitych i rannych, w tym dowódcę kompanii F. Została ona wkrótce zluzowana przez kompanię G, atak tego dnia nie był jednak kontynuowany, bowiem czołgi, które wróciły mniej więcej po godzinie, trzeba było odesłać na tyły celem uzupełnienia paliwa i amunicji.
W rezultacie postępy tego dnia – szczególnie na odcinku 184. pp – były nieznaczne, chociaż według szacunkowych obliczeń sztabu siły obrońców zostały prawie wyczerpane. Ich straty obliczano na 1000-1200. Jeden z jeńców zeznał, że wszystkie umocnienia są zrujnowane, a łączność nie istnieje.
W ciągu nadchodzącej nocy spodziewano się ponownych ataków samobójczych, ale te nie nastąpiły. Noc minęła spokojnie, choć nie obyło się bez strat. Do najgroźniejszego wypadku doszło na jednym ze stanowisk artyleryjskich, gdzie nastąpiło rozerwanie działa i w efekcie zapalenie skrzyń z amunicją. Jeden człowiek zginął na miejscu, szesnastu innych odniosło rany, z czego trzech wkrótce zmarło.
Zdaniem dowódcy 7 DP trzeci dzień miał przynieść rozstrzygnięcie. Generał Charles H. Corlett nakazał obu pułkom rozpoczęcie zmasowanego ataku o godz. 7.15 i zakończenie akcji do godz. 15.00. Tymczasem przed atakującymi było jeszcze ponad 2000 metrów wyginającej się ku północy i zwężającej wyspy, zaś do najbliższego wyznaczonego celu – Nob Pier – 1500 metrów. Przedinwazyjne zdjęcia lotnicze nie dawały pełnego obrazu ze względu na gęste zalesienie obszaru nad laguną, wskazywały natomiast dwie silne pozycje obronne na linii natarcia 32. pp.

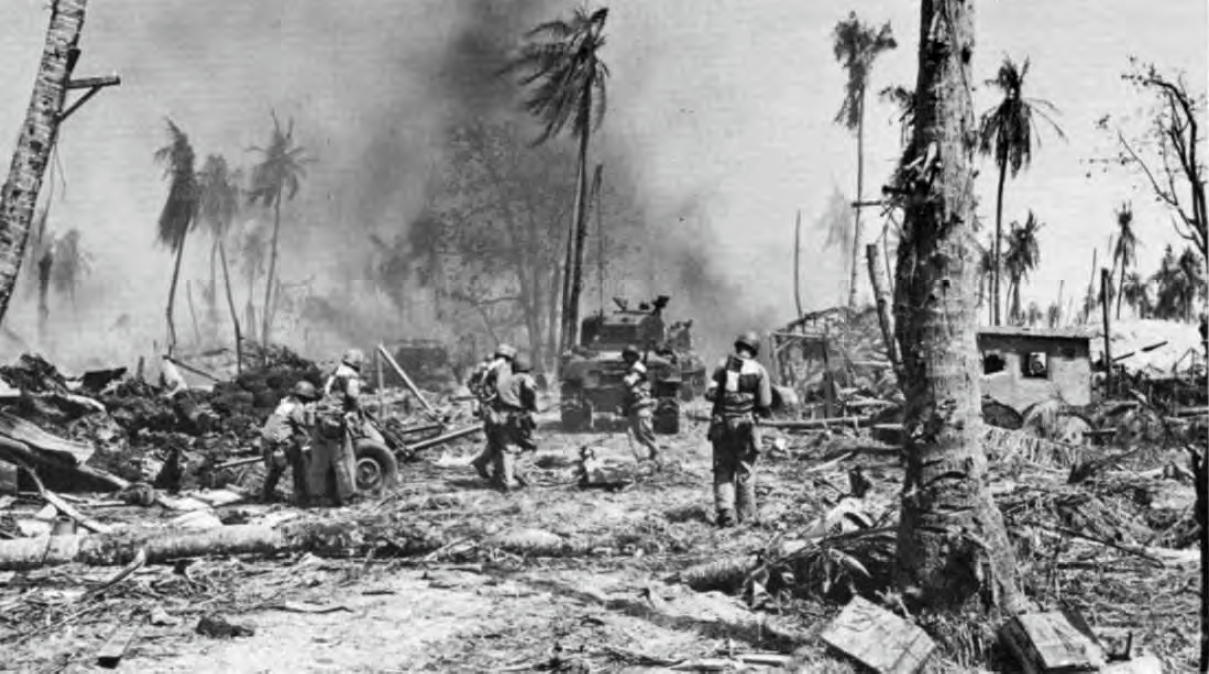
Atak z udziałem czołgów 2 lutego

Atak, prowadzony poprzez gęsto zabudowany obszar oznakowany na mapach jako Admiralty Area, poprzedziła 10-minutowa nawała artyleryjska. Natarcie kompanii K i I 1. batalionu 32. pp posuwało się bez oporu przez ponad 200 metrów. Dopiero tam trafiono na duży, żelbetowy schron bojowy, który żołnierze obu kompanii minęli pod osłoną drzew, do zniszczenia celu pozostawiając pluton wsparcia kompanii K i dwa czołgi. Posuwanie się batalionu nie było jednak tak szybkie, jak oczekiwało dowództwo, bowiem do spenetrowania i oczyszczenia było coraz więcej obiektów, a ponadto atakujące wzdłuż laguny siły 184. pp zostawały coraz dalej w tyle, co powodowało wyginanie się frontu i zmusiło do wprowadzenia do akcji kompanii B i L.
Tymczasem na linii ataku 184. pp 1. batalion minął linię 2. batalionu i wyszedł na pozycje zgodnie z planem. Kompania B posuwała się wzdłuż laguny, kompania A na prawo od niej. Postępy kompanii A, wspieranej przez dwa średnie, jeden lekki czołg i samobieżną haubicę 75 mm, były nadspodziewanie duże, ale też poniesiono niemałe straty. W rezultacie dowództwo nakazało zwolnienie tempa natarcia, by nie stracić kontaktu z kompanią B z lewej i kompanią K 32. pp z prawej.
Sytuacja na odcinku kompanii B przedstawiała się inaczej. Po zniszczeniu o godz. 8.06 schronu przeciwlotniczego i wystrzelaniu kryjących się tam Japończyków dowódca kompanii informował o „słabym oporze”. W kilka jednak minut później sytuacja zmieniła się radykalnie. Żołnierze zobaczyli przed sobą wiele budynków – niektóre nadspodziewanie duże – wśród nich zaś liczne umocnienia żelbetowe i ziemne, niezniszczone i obsadzone. Wraz ze zbliżaniem się Amerykanów siła ognia z tych punktów oporu gwałtownie rosła. Bez wsparcia czołgów oczyszczenie obszaru wydawało się niemożliwe. Japończycy strzelali z drzew, spod zwałów pni i gruzów. Nacierające plutony gubiły się w plątaninie gruzowiska i nie były w stanie posuwać się naprzód. Dowództwo batalionu dopiero po godzinie zorientowało się w sytuacji.
Drugi atak, w którym czołgi posuwały się przed piechotą, rozpoczął się o 9.45, ale i on – z braku łączności – nie przynosił efektów. W serii bezładnych pojedynków, podczas których czołgi ostrzeliwały i Japończyków i Amerykanów, a żołnierze obu stron walczyli na granaty i bagnety, kompania B poniosła spore straty. O godz. 12.30, kiedy Kompania B przygotowywała się do trzeciego uderzenia, nastąpiła zmiana planu w dowództwie 184. pp.
Zgodnie z tym planem do akcji miał wejść także 2. batalion i przejąć zadania kompanii A 1. batalionu w kontynuowaniu natarcia ku północy. Natomiast kompania A. miała zmienić front i wraz z kompanią C nacierać w kierunku laguny, by doprowadzić do zniszczenia sił, z którymi walczono od rana. Po opanowaniu wciąż powtarzających się problemów z łącznością (przez jakiś czas nie można było znaleźć kompanii A) i zlikwidowaniu kilku pozostawionych na tyłach gniazd oporu, atak ruszył około 13.30, i do zmierzchu osiągnął linię odległą o niecałe 100 metrów od pomostu Nob Pier i około 600 metrów od krańca wyspy. Teraz stało się oczywiste, że następny dzień przyniesie zakończenie walk.

### Ostatnie walki na Kwajalejn
Plan ostatniego dnia zakładał, że 2. batalion 184. pp dojdzie do podstawy pomostu Nob Pier i drogi Nathana, z której to podstawy 3. batalion 32. pp rozpocznie ostateczne natarcie ku północy. Wykonanie planu pozostawiało wiele do życzenia, bowiem wciąż natrafiano na zdolne do obrony umocnienia japońskie i nie wcześniej niż o godz. 13.00 184. pp. zakończył swą działalność zajmując pomost, na którym nie znaleziono nieprzyjaciela.
Ostateczne natarcie rozpoczęło się o 13.45 w terenie pociętym niezliczoną liczbą transzei i pełnym zwłok Japończyków, wielu w pełnym rozkładzie. Niektóre ciała zostały dodatkowo zmiażdżone przez kolejne nawały ogniowe i – już w czasie obecnej operacji – rozjechane przez czołgi. Mimo coraz większej liczby poddających się, wielu obrońców walczyło do końca. Około godziny 19.00, a więc na 20 minut przed oficjalnym zakończeniem walk na wyspie, dowódca kompanii G został zabity przez snajpera. Gen. Corlett zawiadomił adm. Turnera, że zorganizowany opór ustał, już o 16.10.
Koszt tego ostatniego dnia operacji wyniósł 65 zabitych i 252 rannych na Kwajalein i Burton. Akcja oczyszczająca na mniejszych wysepkach obyła się bez strat własnych. Najtrudniejszą operacją było zdobycie wyspy Burton, najsilniej – po Kwajalein i Roi-Namur – bronionej wysepki archipelagu, a ważnej dla Japończyków jako baza wodnosamolotów oraz warsztaty naprawcze armii i floty. Wyspa była dość dobrze ufortyfikowana, ale jedynie od strony oceanu, więc lądowanie grupy uderzeniowej z 17. pp 7 DP odbyło się bez przeszkód o 9.35 rano 3 lutego, natomiast zajmowanie wyspy zakończono dopiero o 12.10 4 lutego.
Ostatnim akcentem walk na atolu Kwajalein było zdobycie wysepki Chaucey, czego dokonali żołnierze kompanii A z 2. batalionu 184. pp w godzinach popołudniowych 4 lutego, ze stratą 2 zabitych i 9 rannych. Zabito wszystkich 45 Japończyków.
W czasie całej operacji siły lądujące na południowych wyspach atolu straciły 142 zabitych, 845 rannych i 2 zaginionych. Straty japońskie to 4938 zabitych i 206 jeńców, w tym 79 Japończyków i 127 robotników koreańskich.

### Bitwa o Roi-Namur

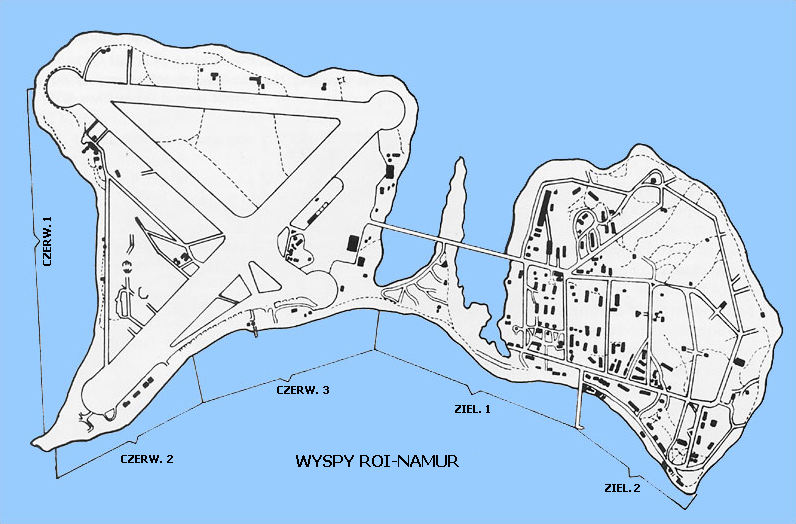
Plan lądowania na Roi-Namur

Sztab 4 DMar, planując zajęcie północnej części atolu, w zasadzie powielił plan 7 DP. Głównym celem były dwie wyspy, a w rzeczywistości podwójna wyspa Roi-Namur, ulokowana na północnym krańcu atolu, przy czym obie jej części łączyły łacha piasku oraz sztuczna estakada. W przeddzień właściwego lądowania, dla zapewnienia bezpieczeństwa okrętom floty inwazyjnej oraz rozstawienia baterii artylerii stromotorowej, miały zostać zajęte przylegające wysepki, na mapach operacyjnych występujące jako Ivan (Mellu) i Jacob (Ennuebing – dzisiaj wyspy te, jak większość wysp atolu, noszą inne nazwy). To przedwstępne uderzenie miała przeprowadzić „Grupa Desantowa Ivan” pod dowództwem generała Underhilla w składzie: wzmocniony 25. pmar, 14. pmar (artylerii), Kompania D (zwiadu) ze składu 4. batalionu czołgów i kilka dodatkowych pododdziałów.
O godz. 5.35 31 stycznia 1944 okręt flagowy kontradm. Conolly’ego „Appalachian”, wraz z konwojem jednostek transportowych i okrętami Północnej Grupy Wsparcia, zajął pozycję na południowy zachód od wysepek. O godz. 6.51 krążownik „Biloxi” i pancernik „Maryland” otworzyły ogień. Lądowanie miały wspierać także pancerniki „Tennessee” i „Colorado”, 3 krążowniki ciężkie, 1 lekki, 3 lotniskowce eskortowe, 18 niszczycieli i 3 poławiacze min. O 7.15 okręty przerwały nawałę, by dać możność 8-minutowego bombardowania samolotom z lotniskowców, po czym okręty ponownie otworzyły ogień w kierunku Roi-Namur.

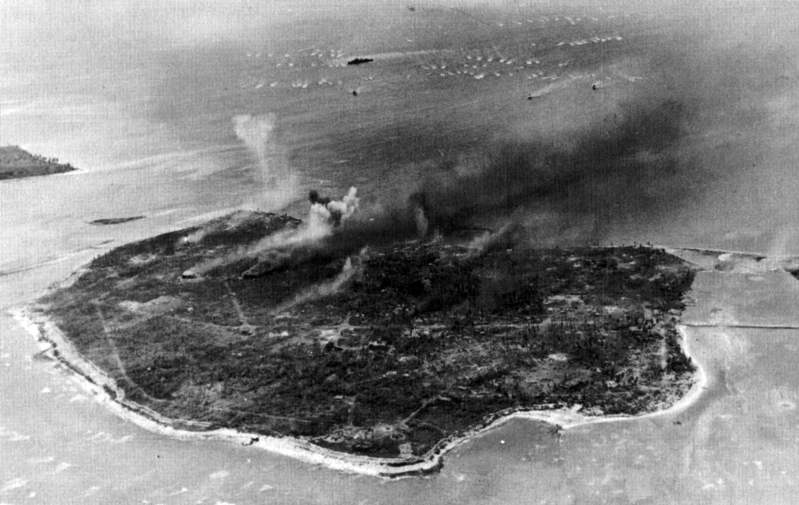
Początek operacji desantowej

W tym czasie oddziały przeznaczone do desantu winny zostać przeładowane z transportowców do barek desantowych, przewiezione za ich pośrednictwem na LST i tam zaokrętowane na armtraki. Jednakże wzburzone morze pokrzyżowało plany: barki desantowe docierając do LST miały 2-godzinne opóźnienie. Jednocześnie na LST i amtrakach nastąpiło tyle awarii, że lądowanie prawie skończyło się fiaskiem. Jednak o 9.55 nastąpił desant, a trzy godziny później obie wysepki zostały oczyszczone i zabezpieczone, przy czym zabito 30 Japończyków, a 5 wzięto do niewoli. Wczesnym popołudniem LVT wyładowały na wyspie Jacob 3. batalion 14. pmar (haubice 75 mm), a LCM 4. batalion (haubice 155 mm) na Ivan.
Teraz przyszła kolej na trzy wysepki położone po przeciwnej (wschodniej) stronie Roi-Namur, a mianowicie Albert, Allen i Abraham. Do wykonania tych zadań wyznaczone zostały bataliony 2. i 3. 25. pmar. Czas lądowania na Albert i Allen wyznaczono na godz. 14.30, zaś na Abraham na 16.00. Wstępem do lądowania było oczyszczenie podejść do plaż z min, przy jednoczesnym bombardowaniu z powietrza wszystkich trzech wysepek. Około południa, gdy samoloty zakończyły swą misję, ostrzał Albert i Allen podjęły dwa niszczyciele „Haraden” i „Porterfield”. Tymczasem ciężkie okręty ostrzeliwały Namur. Adm. Conolly wydał w tej sprawie oddzielny rozkaz: „Nakazuję „Maryland” zbliżyć się jak najbliżej celów, celem zniszczenia baterii przeciwnika” (dziennik działań 4 DMar), czym zdobył sobie zasłużony przydomek „Close-in Conolly” – dowódca, który do końca wojny nie zapomniał, że lądujący na plażach żołnierze liczą na bliskie wsparcie okrętów liniowych.

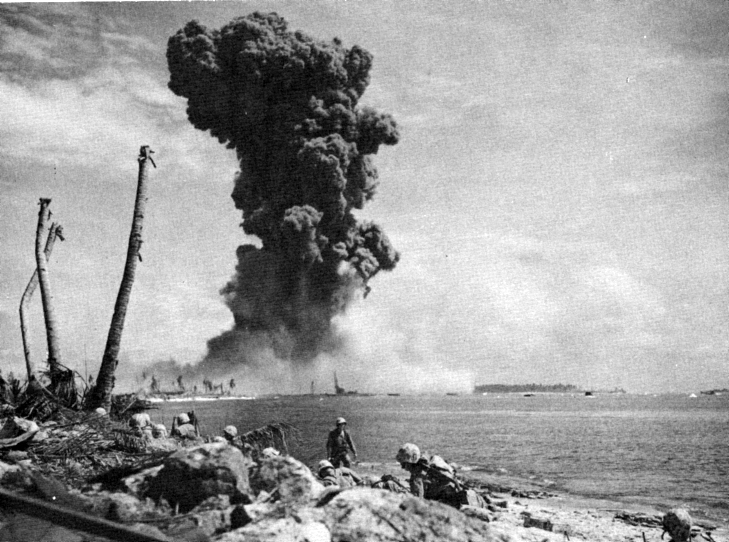
Wybuch składu torped

Mimo drobnych błędów lądowanie odbyło się bez zakłóceń i przy słabym oporze Japończyków. 3. batalion w ciągu 20 minut zajął Albert, zabijając wszystkich 10 żołnierzy przeciwnika, ale tracąc jednocześnie jednego zabitego i siedmiu rannych. 2. batalion na Allen miał nieco większe trudności, gdyż natknął się na pluton Japończyków, ale po krótkiej walce i stracie siedmiu rannych, zabił wszystkich 24 nieprzyjaciół i na tym zakończył oczyszczanie wyspy. Kompania G zajęła jeszcze niebronioną wysepkę Andrew (właściwie łachę piasku z kilkoma palmami) i na tym pierwsza część operacji została zakończona. Do zmroku zainstalowano na wysepkach haubice 75 mm ze składu 1. i 2. batalionu 14. pmar. Wraz z zapadnięciem nocy wszystkie baterie na otaczających Roi-Namur wysepkach rozpoczęły zmasowany ostrzał głównego celu kampanii.
Zajęcie wyspy Abraham okazało się równie łatwe. Zabito sześciu żołnierzy przeciwnika, a inni, korzystając z ciemności nocy, uciekli na Namur przez 450-metrową płyciznę. W tej sytuacji wyspę zamieniono w wysunięty punkt ogniowy umieszczając tam baterię B (5 dział 75 mm) 4. batalionu wsparcia, 15 działek przeciwpancernych 37 mm, 4 granatniki 81 mm, 9 granatników 60 mm i 61 karabinów maszynowych.
Plan operacji desantowej zakładał jednoczesne lądowanie na Roi (plaże Czerwona 2 i Czerwona 3 – zespół uderzeniowy 23. pmar) i Namur (plaże Zielona 1 i Zielona 2 – zespół uderzeniowy 24. pmar). Każdy z pułków miał lądować dwoma batalionami (trzeci zostawić w rezerwie) o godz. 9.00 1 lutego. Wobec problemów technicznych pojazdów lądujących czas lądowania musiano dwukrotnie przekładać.

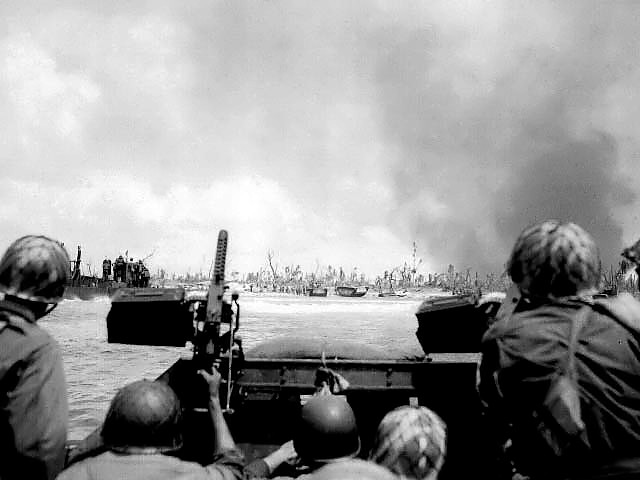
Amtraki zbliżają się do plaży

Już o 6.50 rozpoczęła się nawała ogniowa, przy czym, obok haubic z okolicznych wysp, Roi ostrzeliwały: „Santa Fe”, „Indianapolis”, „Maryland”, „Biloxi”, „Mustin” i „Russell”, zaś Namur: „Tennessee”, „Colorado”, „Louisville”, „Mobile”, „Morris” i „Anderson”. W przerwach w ostrzale nadlatywały falami samoloty z lotniskowców dopełniając dzieła zniszczenia. O godz. 10.55 adm. Conolly kazał odwołać wszystkie samoloty znad celu, bowiem dymy zasłaniały całkowicie widoczność.
Tymczasem źle działał sprzęt łączności. Nadajniki i odbiorniki radiowe, zalewane na zmianę deszczem i wodą morską, odmawiały posłuszeństwa. Wszystkie pododdziały meldowały podobne problemy, ale mimo to o 11.12 padł rozkaz rozpoczęcia operacji desantowej. O godz. 11.33 pierwsza fala amtraków była już na Roi i dotarła do rowu przeciwczołgowego otwierając ogień do wszystkich widocznych na wyspie celów.
O 11.50 pierwsze dwa rzuty piechoty wyszły przed amtraki i zajęły pozycje do ataku w głąb pozycji nieprzyjaciela. Opór do tej pory określono jako „niezwykle słaby”. Jedyny ostrzał czołowe oddziały odbierały z tyłu, od własnych jednostek desantowych strzelających poprzez linie marines. Dymy z płonących składów paliwa przesłaniały całkowicie widoczność.
Największe znaczenie miało uderzenie 2. batalionu 23. pmar na prawym skrzydle. Batalion miał pokonać płaski i całkowicie odkryty teren lotniska i dotrzeć do znajdującego się w pobliżu północnego brzegu wyspy zespołu zabudowań bazy lotniczej. To natarcie wspierały amtraki i większość lekkich czołgów przydzielonych pułkowi. Część z nich utknęła wprawdzie na rafie 200 metrów od brzegu, ale wszystkie – brnąc w wodzie głębokiej na około 160 cm – dotarły bezpiecznie do brzegu, przekroczyły rów przeciwczołgowy i uformowane w tyralierę ruszyły poprzez lotnisko, poprzedzając linie piechoty. Poza jednym schronem bojowym na wschodnim wybrzeżu i kilkoma punktami oporu na północnym zachodzie, nieprzyjaciel w zasadzie nie istniał, ale marines poruszali się wyjątkowo ostrożnie.
W ciągu godziny osiągnięto pierwszą wyznaczoną granicę natarcia, położoną 250-300 metrów od brzegu. W związku z trudnościami w łączności oddziały posuwały się dalej bez rozkazu z góry, a dowództwo nie wiedziało, gdzie one są. Dopiero o 13.11 dowódca 23. pmar znalazł się na brzegu, skąd poinformował gen. Schmidta o postępach natarcia i braku oporu.

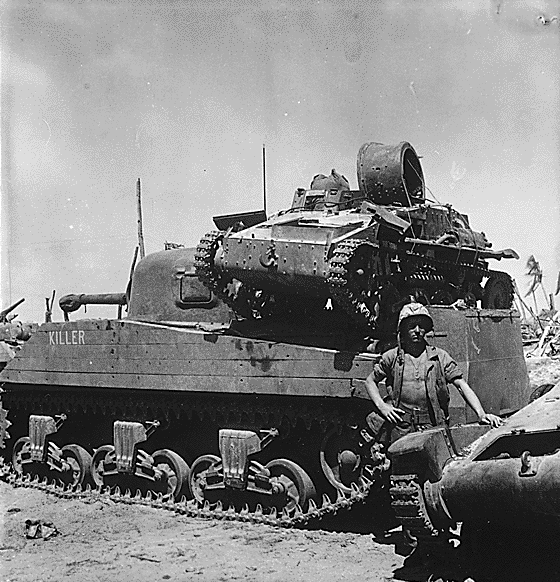
Po bitwie o Roi-Namur

O godz. 16.00 czołowe oddziały natknęły się na dwa żelbetonowe budynki prawie nietknięte przez bombardowania, ale i tu nie napotkano oporu, a wewnątrz znaleziono jedynie kilka ciał japońskich żołnierzy. O 18.00, zabiwszy ostatnich obrońców, kompania C dotarła do północno-zachodniego krańca wyspy i podjęła przygotowania do ubezpieczenia pozycji na noc. Straty całego batalionu od chwili lądowania wyniosły trzech zabitych i jedenastu rannych.
Podobne były postępy na pozostałych odcinkach i jedyne straty poniesione przez marines były efektem własnego ognia. Do wieczora cała wyspa została zajęta, a dzień następny poświęcony został na oczyszczanie terenu. Zgodnie z opinią dowódcy 2. batalionu 23. pmar, 250 Japończyków z 400 obecnych na wyspie zginęło w wyniku bombardowania przygotowawczego, a dalszych 100 w wyniku ognia haubic z okolicznych wysepek.
Lądowanie na Namur miało przebieg podobny. Pierwsze raporty mówiły o słabym albo wręcz o braku oporu. Ten jednak, w miarę upływu czasu, narastał. Nie był to wprawdzie opór zorganizowany, ale znacząco spowalniał natarcie. W dodatku oddziały nie miały wsparcia ze strony czołgów, które utykały w sypkim piasku i lejach po bombach. W rezultacie pierwszą linię graniczną natarcia osiągnięto dopiero około godz. 16, a pierwsze czołgi weszły do akcji nie wcześniej niż o 16.15. Niektóre elementy 24. pmar, napotykając sporadyczny ogień z broni maszynowej i strzeleckiej, posunęły się w głąb nie dalej niż 170 metrów od plaży.
Krótko po godz. 13.00 na odcinku kompanii F doszło do tragicznego wypadku, spowodowanego przez saperów, którzy podjęli się zniszczenia żelbetonowego bunkra, w rzeczywistości składu głowic torped. W wyniku eksplozji zginęło około 20 ludzi a ponad stu odniosło rany. Kilka minut później doszło do dwóch dalszych – słabszych – eksplozji na tym samym odcinku. Ponad 50% strat poniesionych przez 2. batalion 24 pmar spowodowały te właśnie eksplozje.
Krótko przed zmierzchem pierwsze czołgi znalazły się przy północnym brzegu wyspy, ale po ataku, jakiego dokonała grupa Japończyków zabijając dowódcę i kierowcę jednego z pojazdów, pozostałe wycofały się pod osłonę własnej piechoty. W ciągu nocy nastąpił szereg samobójczych zamachów – zarówno z linii frontu, jak i z tyłów – wywołujących gwałtowny ogień marines we wszystkich kierunkach, co zwiększało straty własne.
Rano natarcie wsparły kolejne czołgi, zajęte wcześniej na Roi, a o godz. 12.15 bitwa została zakończona. O 14.18 gen. Schmidt oficjalnie ogłosił zakończenie walki na północnym obszarze atolu Kwajalein. Straty 4 DMar wyniosły 190 zabitych i 527 rannych. Nieprzyjaciel stracił 3472 zabitych i 91 wziętych do niewoli, w tym 40 robotników koreańskich.

## Zajęcie Majuro

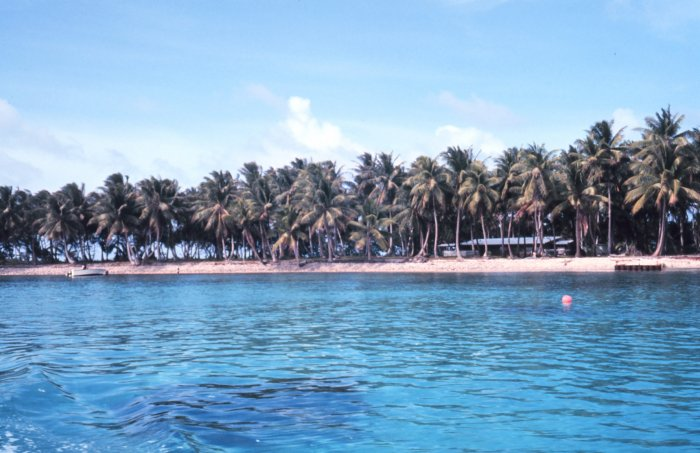
Wyspa Majuro dzisiaj

Admirał Turner przewidywał, że atol Majuro będzie broniony bardzo słabo – o ile w ogóle – z którego to powodu wyznaczył do jego zajęcia raczej niewielkie siły.
Grupa Uderzeniowa 51.2 (wydzielona część Task Force 51, mającej atakować Kwajalejn) pod dowództwem kontradmirała Harry’ego Hilla opuściła Pearl Harbor 23 stycznia 1944 roku. Siły lądowe: wzmocniony 2. batalion 106. pułku piechoty dowodzony przez pułkownika Fredericka Sheldona oraz kompania rozpoznawcza V Korpusu Amfibijnego pod wodzą kapitana Jonesa, łącznie ponad 1500 ludzi płynęło na pokładach dużego transportowca „Cambria” i szybkiego transportowca floty „Kane”. Trzy poławiacze min oraz duży okręt desantowy, niosące niezbędne środki desantowe, stanowiły uzupełnienie grupy.
Osłonę zespołu stanowiły: krążownik „Portland”, dwa lotniskowce eskortowe „Nassau” i „Natoma Bay” oraz 96. dywizjon niszczycieli – „Bullard”, „Black”, Kidd i „Chauncey”.
O godzinie 3 nad ranem 31 stycznia 1944 Grupa Uderzeniowa 51.2 oddzieliła się od sił głównych i skierowała ku swemu celowi. Mniej więcej dwie godziny później Kane przyspieszył gwałtownie i o 21.30 znalazł się na wprost wejścia do kanału do laguny Majuro. Pod osłoną ciemności pododdział marines spuścił na wodę pontony i wkrótce wylądował na strzegącej kanału wysepce Calalin. Napotkany krajowiec powiedział żołnierzom, że 300-400 Japończyków znajduje się na wyspie Darrit, taką też wiadomość przekazali oni drogą radiową admirałowi Hillowi.
Tymczasem okręt skierował się na wschód, minął Darrit i około 2 w nocy 31 stycznia wysadził resztę kompanii rozpoznawczej na wyspie Dalap. Posuwając się ostrożnie na północ marines spotkali kolejnego krajowca, który powiedział im, że wszyscy Japończycy, z wyjątkiem czterech, opuścili atol ponad rok temu, a tych czterech znajduje się daleko, na skrajnie zachodnim cyplu wyspy Majuro. Tę informację potwierdził, na wysepce Uliga, mówiący po angielsku półkrwi Nowozelandczyk nazwiskiem Madison.
Była godzina 6 rano i okręty zespołu uderzeniowego otwarły – zgodnie z planem zakładającym zniszczenie sił nieprzyjacielskich – ogień na wysepkę Darrit. Kapitanowi Jonesowi zajęło 15 minut nim zdołał połączyć się przez radio z okrętem flagowym, co położyło kres nawale ogniowej, ale wyspa i wioska krajowców, którzy zdołali uciec nim amerykańscy artylerzyści zdołali odpowiedzieć, doznały poważnych zniszczeń.
Tego samego dnia po południu marines – znów na pokładzie USS „Kane” – przenieśli się na Majuro, gdzie mieli nadzieję znaleźć poszukiwanych Japończyków. 42 Amerykanów przeszukało wyspę, znalazło (i wzięło do niewoli) tylko jednego przedstawiciela floty japońskiej, bosmana Nagatę, pozostawionego na atolu w charakterze obserwatora. W ten sposób zajęcie atolu zostało pomyślnie zakończone.
Kilka dni później laguna atolu stała się kotwicowiskiem dla ponad sześćdziesięciu okrętów amerykańskich. Jednocześnie przystąpiono do budowy lotniska na zachodnim krańcu wyspy Dalap, które osiągnęło zdolność operacyjną w marcu 1944.

## Desant na Eniwetok

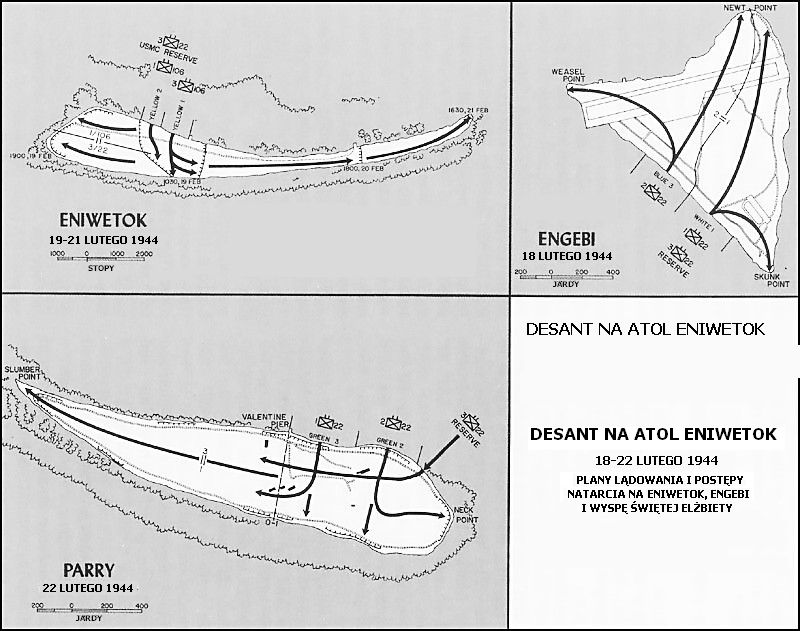
Plany lądowania i postępy natarcia

Według pierwotnego planu desant na atolu Eniwetok miał nastąpić nie wcześniej niż 1 maja 1944, ale po rezygnacji z uderzenia na Truk i wobec nadspodziewanych postępów akcji lądowania na Kwajalein adm. Nimitz drogą radiową zasięgnął opinii adm. Spruance, czy można zaatakować Eniwetok przy użyciu sił i środków zaangażowanych w ostatnie lądowanie. Spruance, po przedyskutowaniu sprawy z adm. Turnerem i gen. Smithem odpowiedział pozytywnie i w ten sposób plan szybkiego uderzenia został zaaprobowany.
3 lutego przyleciał z Majuro adm. Hill i rozpoczął szereg konsultacji z admirałami Spruance i Turnerem, w wyniku czego uderzenie wyznaczono wstępnie na 15 lutego. Później datę lądowania dwukrotnie przekładano, a ostatecznie ustalono, że D-Day dla atolu nastąpi 17 lutego.
Atol Eniwetok to owalna laguna, położona 330 mil morskich od Kwajalein i składająca się z około 30 niewielkich wysepek, z których tylko trzy mogły mieć jakiekolwiek znaczenie obronne – Eniwetok na południu, Parry (wyspa św. Elżbiety) na południowym wschodzie oraz Engebi na północy. Zgodnie z danymi wywiadu znaczenie miała jedynie Engebi, tu bowiem znajdowały się jedyne lotnisko atolu oraz stacja paliwowa na potrzeby floty. Według tychże danych personel wojskowy wynosił nie więcej niż siedmiuset żołnierzy i marynarzy, do czego dochodziło około tysiąca cywilnych robotników budowlanych. Jednakże na początku lutego, po zapoznaniu się z dokumentami zdobytymi na Kwajalein, Amerykanie nabrali pewności, że siły te zostały wzmocnione przez japońską 1 Brygadę Desantową (dalej 1 BD) i w obecnej chwili garnizon atolu mógł liczyć od 2900 do 4000 ludzi. Tymczasem zdjęcia lotnicze nie wskazywały na większe przygotowania do obrony, z wyjątkiem kilkudziesięciu okopów i rowów łącznikowych na Eniwetok i Engebi. Parry wydawała się nieobsadzona. W rzeczywistości Parry miała najliczniejszą obsadę i najlepszy system doskonale zamaskowanych punktów oporu. Tu miał swoją siedzibę dowódca 1 BD, gen. Yoshimi Nishida.

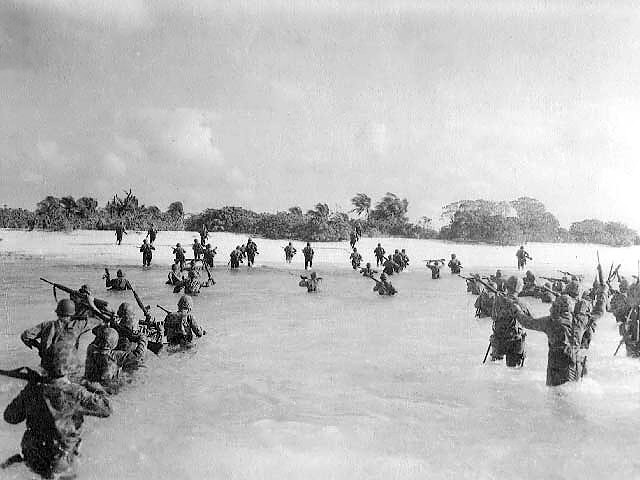
Lądowanie marines na Engebi

Umocnienia, wzniesione przez Japończyków na Parry i Eniwetok były budowane w pośpiechu, ale ze znajomością techniki fortyfikacyjnej. Centrum każdej reduty obronnej stanowił schron bojowy ze stropem wzmocnionym pniami palmowymi, arkuszami blachy falistej i grubą warstwą piasku. Wokół rozciągał się cały system krytych rowów łącznikowych i tuneli łączących również w większości kryte i zamaskowane jedno- lub dwuosobowe punkty oporu. Rozkaz dla żołnierzy nakazywał niszczenie przeciwnika na podejściach do plaż, na samych plażach i wszędzie w terenie aż do końca: „...chorzy i ranni, którzy nie będą zdolni do walki, popełnią samobójstwo. Pozostali przeformują swoje szeregi, wrócą do bitwy jako zwarte oddziały i zginą w boju” (fragment tłumaczenia rozkazu japońskiego nr. 3998: z archiwum 1st Amphibious Brigade).
Zgodnie z planem obrony na Eniwetok znalazło się 779 żołnierzy oraz 29 pracowników cywilnych. Garnizon uzbrojony był w 2 miotacze płomieni, 13 wyrzutni granatów, 12 lekkich i 2 ciężkie karabiny maszynowe, 1 granatnik 50 mm, 11 granatników 81 mm, 4 działka 20 mm oraz 3 lekkie czołgi. Na Engebi garnizon składał się z 692 żołnierzy, 54 marynarzy i około 500 pracowników cywilnych. Uzbrojenie było identyczne jak na Eniwetok + 2 działka przeciwpancerne 37 mm oraz 2 działa obrony wybrzeża 120 mm.
Sił tych nie należy przeceniać, bowiem ciągłe rajdy samolotów amerykańskich uszczupliły je dość znacznie. Zniszczeniu uległy m.in. składy amunicji i magazyny żywnościowe, coraz więcej było rannych i chorych, a obsługa medyczna niewystarczająca.
Przygotowanie oddziałów amerykańskich przeznaczonych do przeprowadzenia operacji nie było najlepsze. Ani nowo powstały 22. pmar, ani 106. pp nie przeszły wystarczającego wyszkolenia w operacjach desantowych, żołnierze byli nieostrzelani, niezdyscyplinowani, nie znali japońskich sposobów prowadzenia walki. Co więcej, brakowało środków desantowych, zwłaszcza amtraków i DUKW, a w trakcie walk na Eniwetok zaczęły się kłopoty z amunicją. W tej sytuacji plan operacyjny, zakładający zajmowanie wysp kolejno: najpierw Engebi, a potem niemal równolegle Eniwetok i Parry, okazał się najlepszym z możliwych.
Akcję przygotowawczą przeciw wyspom atolu rozpoczęła 58.4 Grupa Uderzeniowa adm. Mitschera bombardując z powietrza w dniu 16 lutego lotnisko, samoloty, działa i wszystkie widoczne budynki (niezależnie od ich przeznaczenia) na Engebi. Następnego dnia (17 lutego), o godz. 6.59, rozpoczął się ostrzał artylerii okrętowej. O 7.50 ogień został przerwany, by dać 35 minut czasu samolotom, po czym ostrzał był kontynuowany, a pod jego osłoną poławiacze min i zespoły nurków oczyszczały podejścia do plaż.
Wkrótce po rozpoczęciu ataku lotniczego okręty podjęły zmasowany ostrzał wysepek Canna (Rujoru) i Camellia (Aitsu), przerwany dopiero o godz. 8.11, gdy pierwsze oddziały docierały do plaż. Wysepki okazały się nieobsadzone, podobnie jak położona na północny zachód od Engebi Zinnia (Bogon). Na wszystkich rozlokowano baterie haubic 75 mm i 105 mm, które natychmiast przystąpiły do ostrzału głównego celu ataku, gdzie desant (Plaża Biała 1 – 1 Batalion 22 PMar oraz Plaża Niebieska 3 – 2 Batalion) nastąpił o 8.44 dnia następnego, tj. 18 lutego.
Lądowanie przebiegało bez przeszkód. Jedyny opór odnotowano na południowym krańcu wyspy, skąd strzelało kilka karabinów maszynowych i kilkudziesięciu żołnierzy japońskich, ale ten punkt został wkrótce zniszczony, a pozostali obrońcy zmuszeni do ucieczki na północ. O godz. 9.25 marines wgryźli się tak głęboko w wyspę, że artyleria musiała zaprzestać ostrzału. W rezultacie o 14.50 ogłoszono oficjalnie, że Engebi została zajęta i oczyszczona ze stratami własnymi 85 zabitych i zaginionych oraz 521 rannych. Japończycy stracili 16 jeńców i 1276 zabitych. W tym dniu i następnym kompanie zwiadu spenetrowały i zabezpieczyły wszystkie małe wysepki pomiędzy Engebi i kolejnymi celami ataku – Eniwetok i Parry.

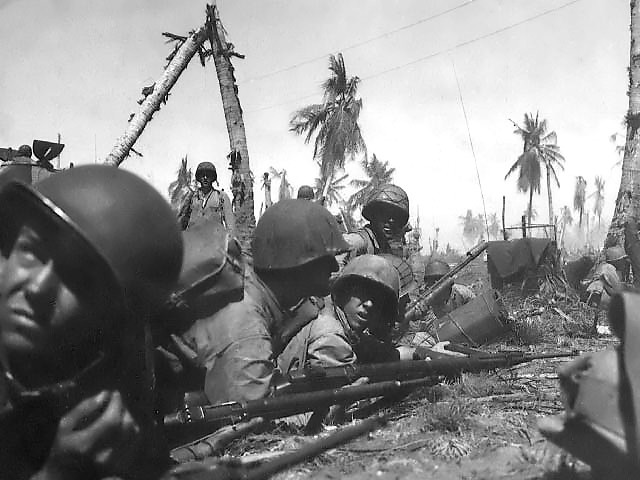
Pod ogniem nieprzyjaciela

Podczas zajmowania małych wysepek atolu kilku przesłuchiwanych krajowców zeznało, że na Eniwetok znajduje się około tysiąca Japończyków. Jeńcy wzięci na Engebi nie potwierdzali tych informacji, a dokumenty znalezione po szturmie wskazywały, że na Eniwetok jest 556 żołnierzy, zaś na Parry 326. Zgodnie z tą ostatnią informacją adm. Hill zmodyfikował swój plan nakazując batalionom 106. pp lądowanie kolumną batalionów, a po dwóch godzinach od rozpoczęcia szturmu wycofanie jednego batalionu celem wsparcia 22. pmar atakującego wyspę Parry.
Atak na Eniwetok został wyznaczony na godz. 9.00 18 lutego. O godz. 7.10 dwa niszczyciele podeszły do plaż od strony laguny i otworzyły ogień. Pół godziny później dołączył do nich trzeci niszczyciel, a w ciągu następnych 30 minut cztery kolejne niszczyciele podeszły do wyspy od strony oceanu i rozpoczęły bombardowanie. Nie był to ostrzał wystarczający. Podczas gdy na Engebi spadło 1180 ton pocisków, a na Parry 945, Eniwetok otrzymało zaledwie 205 ton. Nie było również poprzedzającego lądowanie bombardowania z powietrza. Dopiero o 8.10 nadleciały samoloty z lotniskowców, by ostrzelać plaże i ich zaplecze, a niemal tuż przed lądowaniem zjawiły się LCT (R) (nieznana jest ich dokładna liczba), by wystrzelić ku plażom swe rakiety.
W odróżnieniu od pozostałych wysp archipelagu brzeg Eniwetok był stromy i wysoki na ponad 3 metry, co uniemożliwiało amtrakom posuwanie się w głąb lądu. Wobec silnego ognia zaporowego karabinów maszynowych i granatników piechota amerykańska zaległa na plaży, a niektóre pododdziały zaczęły nawet cofać się ku jednostkom desantowym. Te, które posuwały się w głąb wyspy, były atakowane ze skrzydeł przez Japończyków wykorzystujących rowy łącznikowe i tunele. Pokonanie pierwszego odcinka i dotarcie do drogi biegnącej wzdłuż plaży zajęło kompaniom B i K ponad dwie godziny. Dopiero wsparcie czołgów pozwoliło na wdarcie się w głąb pozycji przeciwnika i dotarcie do przeciwległego, oceanicznego brzegu wyspy.
Około południa nastąpił zmasowany kontratak japoński, w którym wzięło udział ponad 300 żołnierzy. Został powstrzymany w wyniku kilkuminutowego starcia na bagnety i granaty i zakończył się o godz. 12.45. O tej też godzinie wstrzymany został atak amerykański na lewym skrzydle. Stało się jasne, że bez wzmocnienia nie da się przełamać pozycji przeciwnika i że w pierwszym rzędzie należy oczyścić południowo-zachodni kraniec wyspy. W związku z tym zarządzono natychmiastowe lądowanie 3. batalionu 22. pmar i przejęcie przezeń lewego skrzydła 1. batalionu 106. pp. Trzeci batalion tego pułku już był zaangażowany w walkę na wschodnim kierunku uderzenia. Marines wylądowali o 14.25, a już o 16.05 linia natarcia została wyrównana. Około 18.30 oddziały amerykańskie osiągnęły ostatnie umocnienia na południowo-zachodnim krańcu wyspy, jednakże między nacierającymi jednostkami nadal istniała niezamknięta, 100-metrowa luka, z której w nocy wyszło kontruderzenie japońskie zagrażające bezpośrednio stanowisku dowodzenia batalionu.
Rano 20 lutego walki na tym odcinku zostały zakończone, chociaż akcja oczyszczająca trwała przez cały dzień. Dopiero trzeciego dnia o świcie pododdziały marines i czołgi można było załadować na środki przeprawowe dla dokonania desantu na wyspie Parry. Tymczasem na lewym skrzydle, gdzie walczył 3. batalion 106. pp, natarcie posuwało się bardzo wolno naprzód, ale do zapadnięcia ciemności zajęto 2/3 długości wyspy, w czym znaczny udział miały czołgi i artyleria dywizyjna.

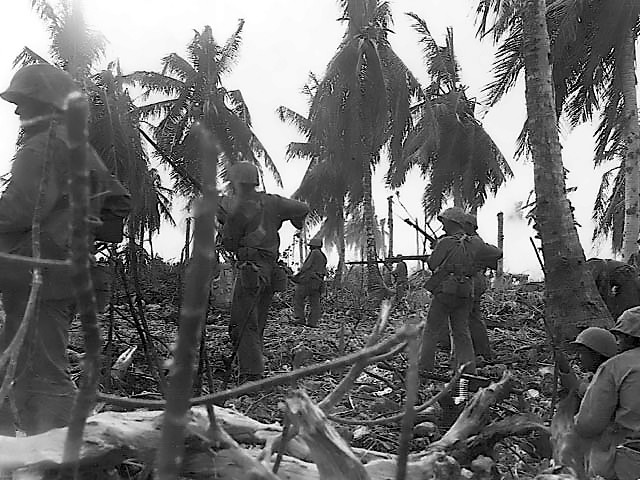
Akcja oczyszczająca

Noc była ciemna, ale rozświetlana racami i pociskami oświetlającymi z okrętów, co pozwalało do godz. 2.00 kontynuować atak. Dopiero o 4.30 żołnierze zostali zmuszeni – pod ostrzałem japońskim – do okopania i przetrwania do świtu około 7.00. Atak podjęty rano nie napotykał już większych przeciwności i ani płytki rów przeciwczołgowy, ani prymitywne miny przeciwpiechotne (laski dynamitu z zapalnikami lontowymi), nie hamowały natarcia. Kraniec wyspy został osiągnięty o godz. 16.30 21 lutego. Zajęcie wyspy Eniwetok kosztowało Amerykanów 37 zabitych i 94 rannych. Japończycy stracili około 800 zabitych i 23 jeńców.
Opóźnienie w zajęciu Eniwetok i straty poniesione przez 1. i 3. batalion 106. pmar. spowodowały, że lądowanie na wyspie Parry, które miało nastąpić równolegle z atakiem na wyspę główną, zostało odłożone aż do chwili zajęcia i zabezpieczenia Eniwetok. W ten sposób Parry otrzymała znacznie większą, niż pierwotnie zakładano, porcję bombardowań z morza i powietrza, co spowodowało, że zdobycie najsilniej obsadzonej wyspy przebiegło niemal bezproblemowo.
O świcie [którego dnia?] pancerniki „Tennessee” i „Pennsylvania” podeszły na 1500 metrów do brzegu i ostrzelały wyspę nie tylko ze swych ciężkich i lekkich dział, ale nawet z działek 40 mm. Od strony laguny podobny ostrzał prowadziły ciężkie krążowniki „Indianapolis” i „Louisville” wspierane przez niszczyciele. Ogień był tak gęsty i nieprzewidywalny, że trzy LCG, które zbliżyły się do Parry dla dokonania bliskiego ostrzału, zostały trafione pociskami 75 mm z niszczyciela Hailey tracąc 13 zabitych i 74 rannych.
Lądujące oddziały powitał niezbyt skuteczny ogień japońskich karabinów maszynowych i jednego działa 77 mm, uciszonych pięcioma salwami dział okrętowych. O godz. 13.30 zdobyty został północny odcinek obrony, a do wieczora południowy. 3. batalion 106. pp wylądował 23 lutego o świcie i do końca dnia zakończył oczyszczanie wyspy. W trakcie walk na atolu Eniwetok Amerykanie stracili 262 zabitych, 77 zaginionych i 757 rannych. Do niewoli wzięto 66 Japończyków i Koreańczyków. Cała reszta japońskiego garnizonu zginęła .

## Dodatkowe operacje
Lądowaniom na Kwajalein, Majuro i Eniwetok towarzyszył szereg dodatkowych operacji mających na celu zneutralizowanie pozostałych baz japońskich na Wyspach Marshalla i na atolu Truk. Operacje te zostały przeprowadzone przez samoloty z lotnisk na zajętych wyspach i z lotniskowców, a ich głównym zadaniem było zniszczenie infrastruktury baz morskich, samolotów i lotnisk przeciwnika tak, by można było pozostawić owe punkty oporu na tyłach bez obawy, że zostanie z nich przedsięwzięty jakikolwiek znaczący atak.
Pierwszym celem ataków lotnictwa był atol Mille, bombardowany od 18 listopada 1943 do 31 stycznia 1944, w którym to okresie kompletnie zrujnowano lotnisko i zniszczono wszystkie samoloty japońskie. W okresie późniejszym do wyspy docierały jedynie kutry rybackie i rzadko okręty podwodne, bez możliwości skutecznego zaopatrzenia wyspy jako bazy.
Atol Maloelap uważany był przez Amerykanów za największe zagrożenie dla ich operacji desantowych w rejonie Wysp Marshalla. Główna wyspa atolu – Taroa – stanowiła najważniejszą bazę lotniczą pomiędzy Tarawą a Truk. Garnizon był doskonale uzbrojony w działa obrony wybrzeża i przeciwlotnicze. Pierwszego nalotu dokonało dziesięć B-24 z lotniska na wyspie Nanumea w dniu 26 listopada 1943, zrzucając 22 tony bomb z wysokości około 3 tysięcy metrów. W okresie do 10 stycznia 1944 rajdy dokonywane były przez samoloty z Nanumei, Nukufetau i Kanton, przy czym dystans wynosił od 2000 do 3100 mil morskich. Amerykanie stracili dziewięć samolotów wraz z załogami, zestrzeliwując jednocześnie 59 myśliwców przeciwnika. Pas startowy był za każdym razem niszczony, ale już następnego dnia naprawiany i gotów do akcji.
Druga seria ataków przeciwko Maloelap rozpoczęła się 11 stycznia przy użyciu lżejszych bombowców, atakujących cele w locie koszącym. Przyniosło to dalsze uszkodzenia pasa startowego i zniszczenie piętnastu myśliwców japońskich, ale Amerykanie stracili sześć załóg samolotów B-25. Opuszczające cel ataku bombowce były ścigane przez 15 japońskich myśliwców, lecz dwanaście P-40 łatwo poradziło sobie z przeciwnikiem zestrzeliwując 11 i uszkadzając poważnie 2 dalsze.
Decydującymi były ataki w dniach 26–29 stycznia, kiedy to całkowicie zniszczono wszystkie samoloty i urządzenia naziemne bazy. Maloelap przestała liczyć się jako baza lotniczo-morska sił japońskich.
Atolowi Jaluit, pozbawionemu lotniska i kotwicowiska o większym znaczeniu, poświęcono mniej uwagi, ale i tak – w okresie od 12 grudnia 1943 do 29 stycznia 1944 – dokonano tam 13 bombardowań z lotnisk na Makinie i Tarawie. Na dwa dni przed lądowaniem na Kwajalein atol Jaluit został całkowicie pozbawiony zdolności działania.
Atolu Wotje nie bombardowano do 13 grudnia 1943, kiedy to dziesięć B-24 z Kantonu dokonało nalotu. Do dnia 29 stycznia 1944 zrzucono na wyspę 325 ton bomb, odcinając ją całkowicie od kontaktu z siłami japońskimi w innych częściach Pacyfiku.

### Operacja Hailstone

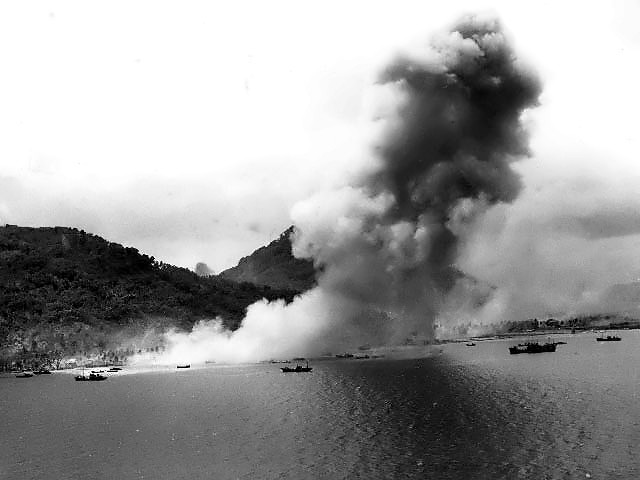
Bombardowanie atolu Truk

Ostatnią dodatkową operacją, podjętą w dniach 17–18 lutego 1944, była operacja „Hailstone” (czasami błędnie nazywana „Hailstorm”) wymierzona przeciw atolowi Truk, uważanemu przez Amerykanów za „Pearl Harbor” lub „Gibraltar Pacyfiku”. Wzięły w niej udział trzy spośród czterech części składowych 58. Grupy Uderzeniowej (ang. Task Force 58) pod wspólnym dowództwem adm. Mitschera i nadzorującego operację – z pokładu nowego pancernika „New Jersey” – adm. Spruance’a.
Armada składała się z pięciu szybkich lotniskowców, czterech lotniskowców eskortowych, sześciu pancerników, dziesięciu krążowników i dwudziestu ośmiu niszczycieli. O świcie 17 lutego cała flota znalazła się w pobliżu atolu Truk podejmując natychmiast pierwszy atak 70 myśliwców przeciwko lotniskom nieprzyjaciela. Atak ten zakończył się całkowitym sukcesem – 128 japońskich samolotów (72 na ziemi i 56 w powietrzu) – zostało zniszczonych przy stracie zaledwie czterech samolotów własnych. Zaraz po tym ataku nad wyspami znalazło się osiemnaście bombowców torpedowych, które zrzuciły swe ładunki na lotniska, czyniąc je czasowo niezdolnymi do wykorzystania.
Podjęto następnie atak przeciwko kotwicowisku w lagunie, gdzie spodziewano się zastać okręty Połączonej Floty adm. Kogi, ale ten, przewidując taki przebieg wydarzeń, odesłał wcześniej większość jednostek na Palau. Pozostałe na wodach laguny statki handlowe poniosły ogromne straty – wszystkie, o łącznej wyporności ponad 200 tys. ton, spoczęły na dnie. Z uciekających okrętów samoloty i okręty amerykańskie dopadły i zniszczyły jeden lekki krążownik i jeden niszczyciel.
Baza japońska w atolu Truk została w wyniku tych ataków (dalsze miały miejsce w dniach 29–30 kwietnia 1944) tak osłabiona, że do końca wojny nie odegrała już żadnej roli. Całkowite straty amerykańskie to dwa okręty uszkodzone i 27 zestrzelonych samolotów.